# Ампір

Тріумфальна арка у Парижі

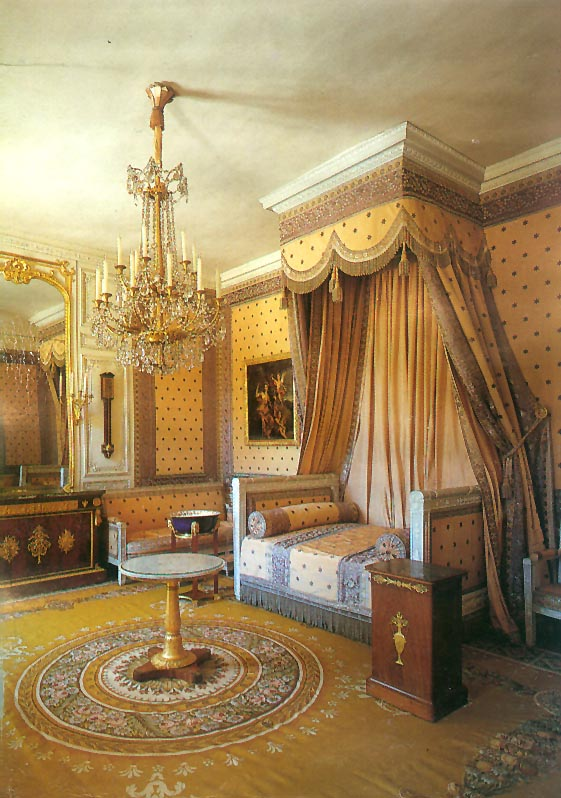
Спальня Наполеона I у Великому Тріаноні

Ампі́р (фр. empire, досл. «імперія», «імперський»), також стиль цісарства — стиль у європейській архітектурі (і мистецтві загалом) кінця XVIII — початку XIX ст.
Ампір був своєрідним продовженням революційного класицизму (і неокласицизму загалом), тільки урочистішим і пафоснішим. Взірцем для художників залишався Стародавній Рим, але тепер уже не республіканський, а імператорський — з його палацами та тріумфальними арками. Для ампіру характерні прагнення до строгої величі та помпезності, холодної елегантності та звеличення абсолютну владу військових монархій (Перша імперія у Франції, російського царя Олександра I). В декоративному оформленні архітектурних споруд, меблів та ін. застосовувалися військові емблеми, зброя часів Стародавнього Риму, лаврові вінці, крилаті грифони, сфінкси, леви та ін.

## Ампір у Франції
У Франції добу ампіру обмежують 1799–1815 рр. і називають його «стилем Наполеона I». Наполеон I та справді наполегливо утверджував цей стиль, що, на його переконання, якнайкраще відповідав духу його імперії. Французькі митці зверталися не лише до римської спадщини, а до давньоєгипетських мотивів — на згадку про єгипетський похід Бонапарта. Провідними живописцями нової доби стали Жак-Луї Давід та його учень Франсуа Жерар, скульптором — Антоніо Канова, композитором — Гаспаре Спонтіні. Вважається, що улюбленим архітектором Наполеона I був П'єр Фонтен.
Наполеонівський ампір — стиль жорсткий, пафосний і холодний, офіційний, більш символічний.
Для французьких дослідників ампір лише черговий етап повернення національного мистецтва до античних, класичних витоків, тому П. Верле називав ампір «затверділим класицизмом Людовика XVI». Російський мистецтвознавець Ігор Грабар, наполягав, що «блискучий розвиток класицизму Франції був розірваний холодною диктатурою ампіру». Ампір не вважають вищим щаблем розвитку класицизму, бо по відмиранню нав'язаного Наполеоном державі ампіру, класицизм в країні був відновлений і трохи перегодом переродився в академізм XIX ст.

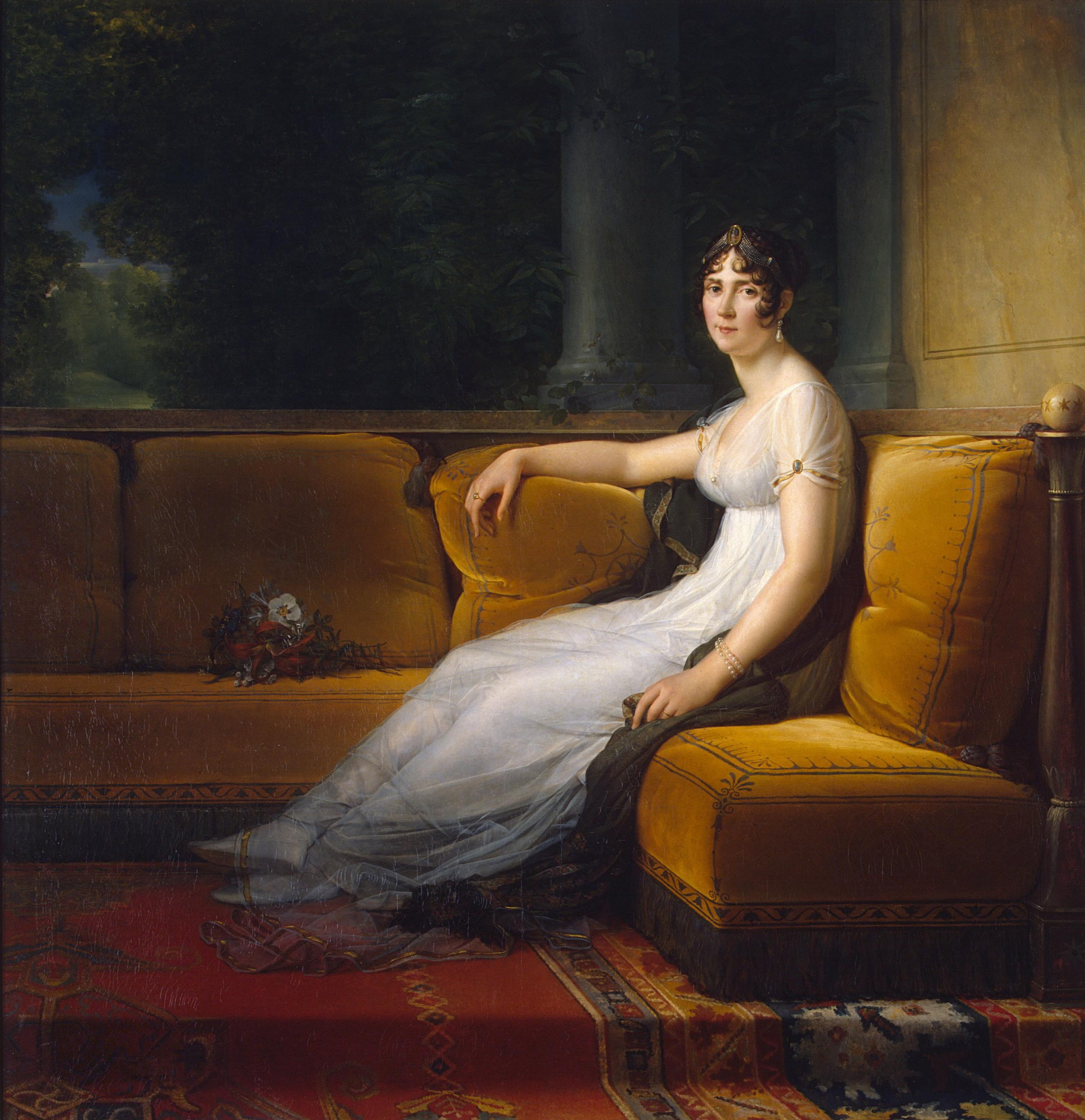
Імператриця Жозефина. Художник Франсуа Жерар, 1801

Характерні архітектурні пам'ятники ампіру в Парижі: церква Мадлен (арх. П. Віньйон, 1807), тріумфальні арки на площі Зірки (архітектор Ж.-Ф. Шальгрен, 1806–1837) та на площі Каррузель (архітектори Ш. Персьє та П. Фонтен, 1806), Вандомська колона (архітектори Ш. Лепер та Ж. Гондуен, 1810). У французькому живопису риси ампіру проявились у творчості Франсуа Жерара (1770—1837), Ан-Луї Жіроде (1767—1824) та ін. Жироде в цьому переліку займає особливе місце тому, що мав неабиякі колористичні здібності. Навіть його етюди, серйозні та майстерні, вражають яскравою палітрою та святковим настроєм («Голівка жінки в тюрбані», музей Ермітаж).

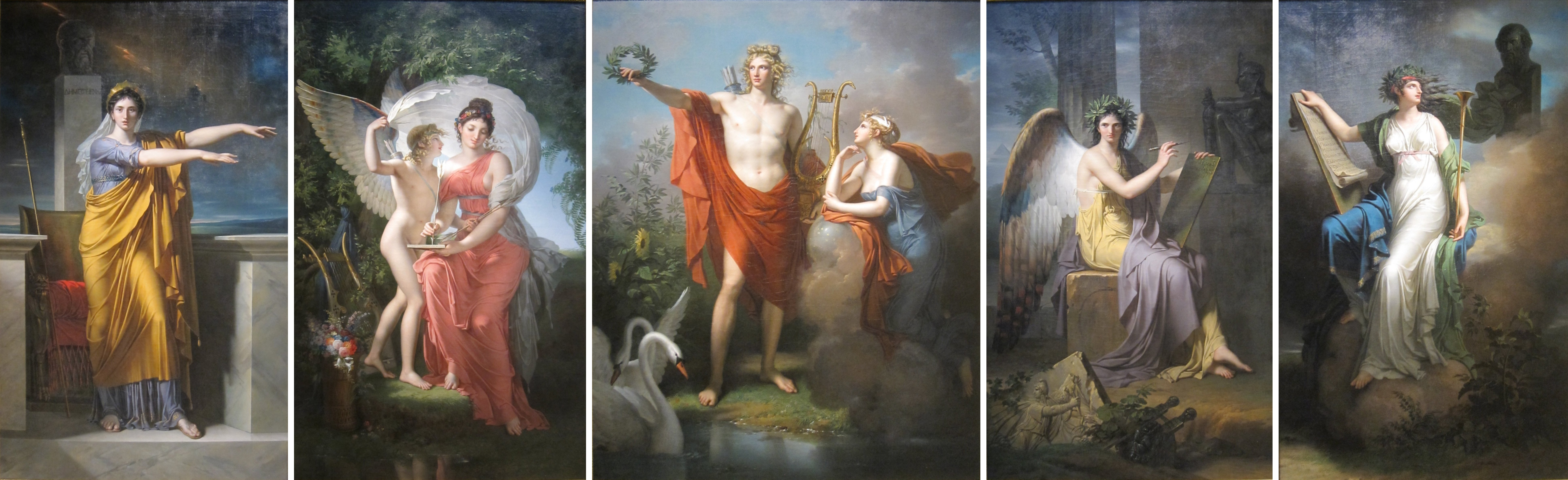
Шарль Меньє. Поліптих «Аполлон і музи», Клівленд, США

Саме Жерара Наполеон обрав для створення інавгураційного портрета у повний зріст (замок Фонтенбло).

## Ампір російської імперії

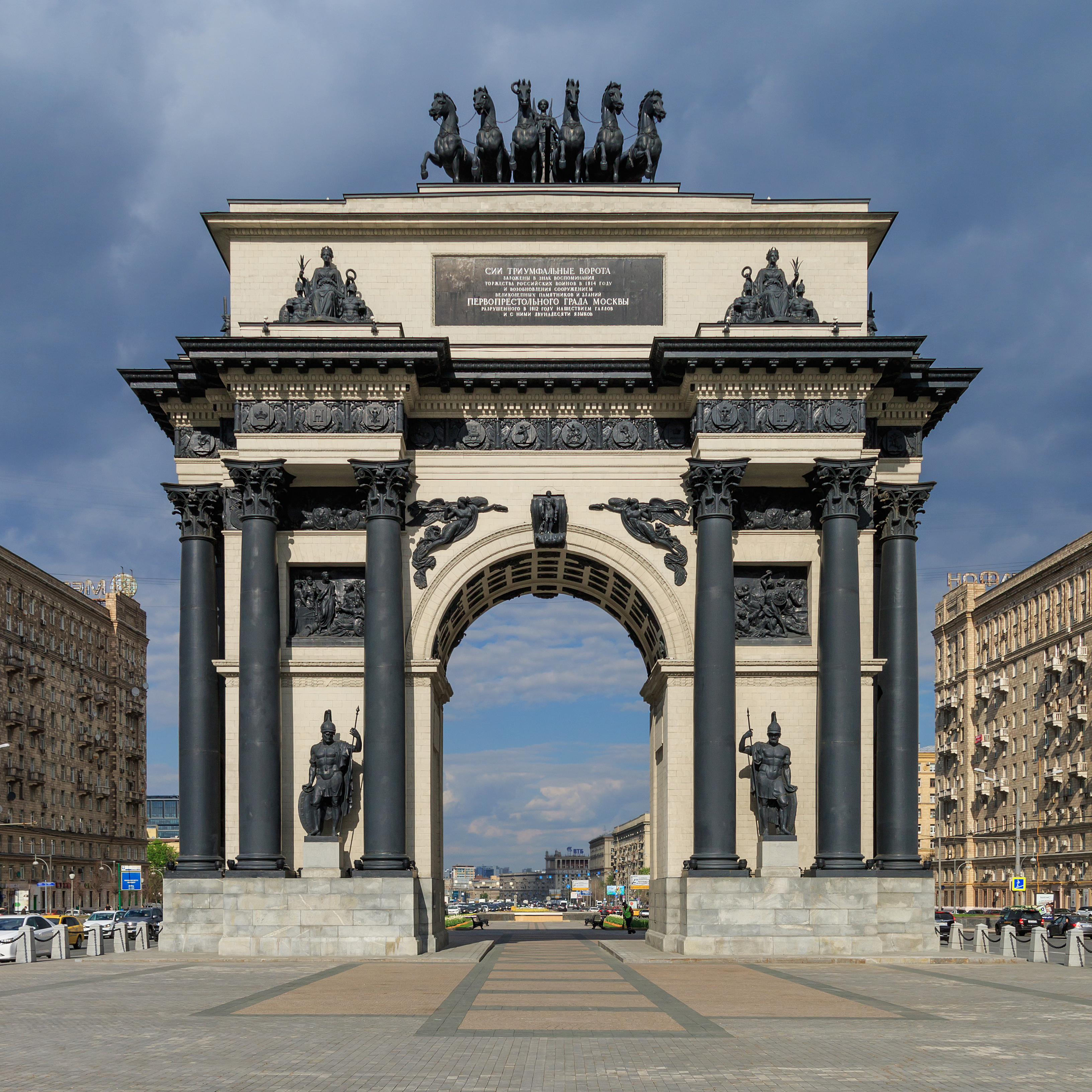
Москва, Тріумфальна арка.

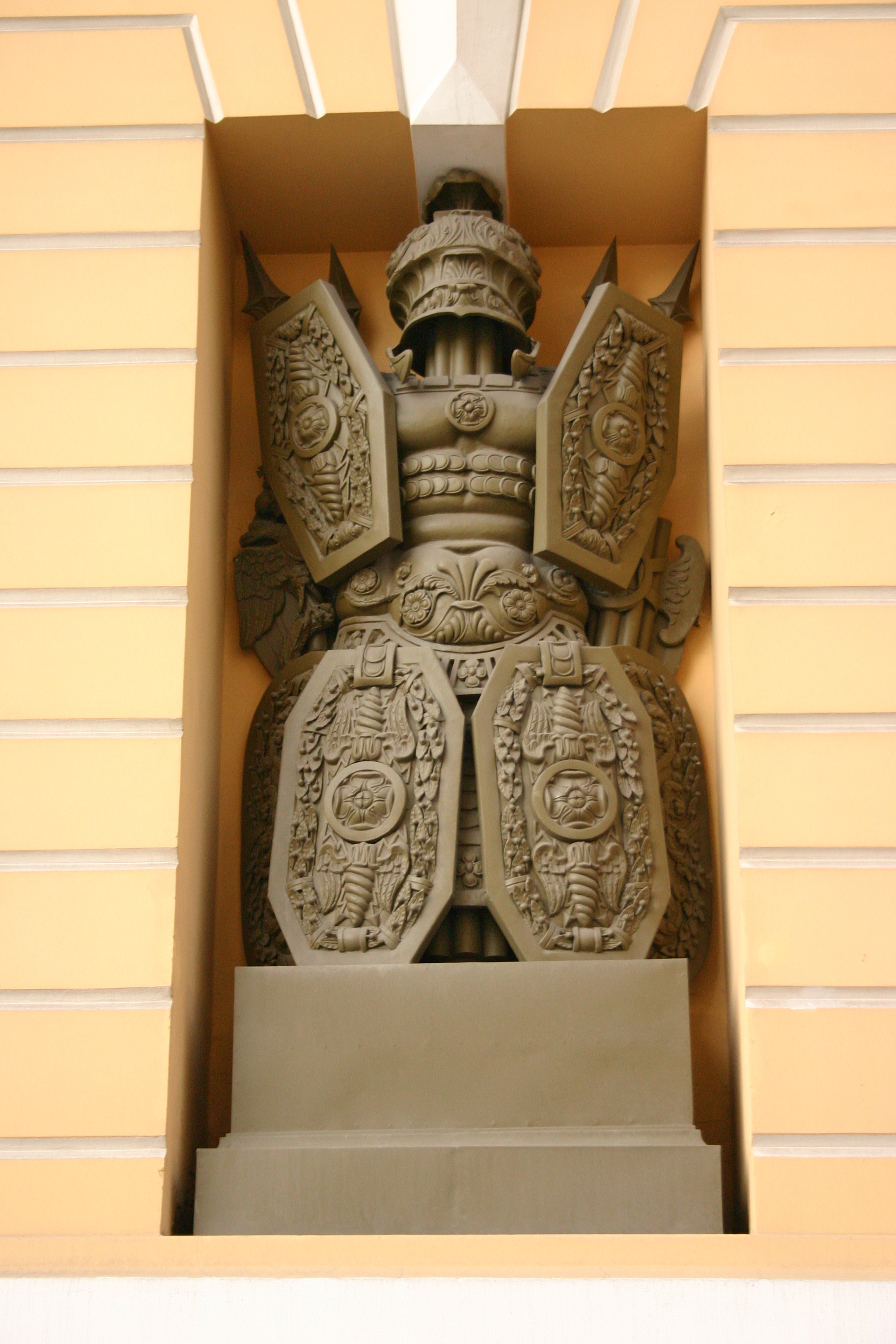
Петербурзький ампір. Військові трофеї, стилізовані під Стародавній Рим. Скульптурний декор арки Генерального штабу.

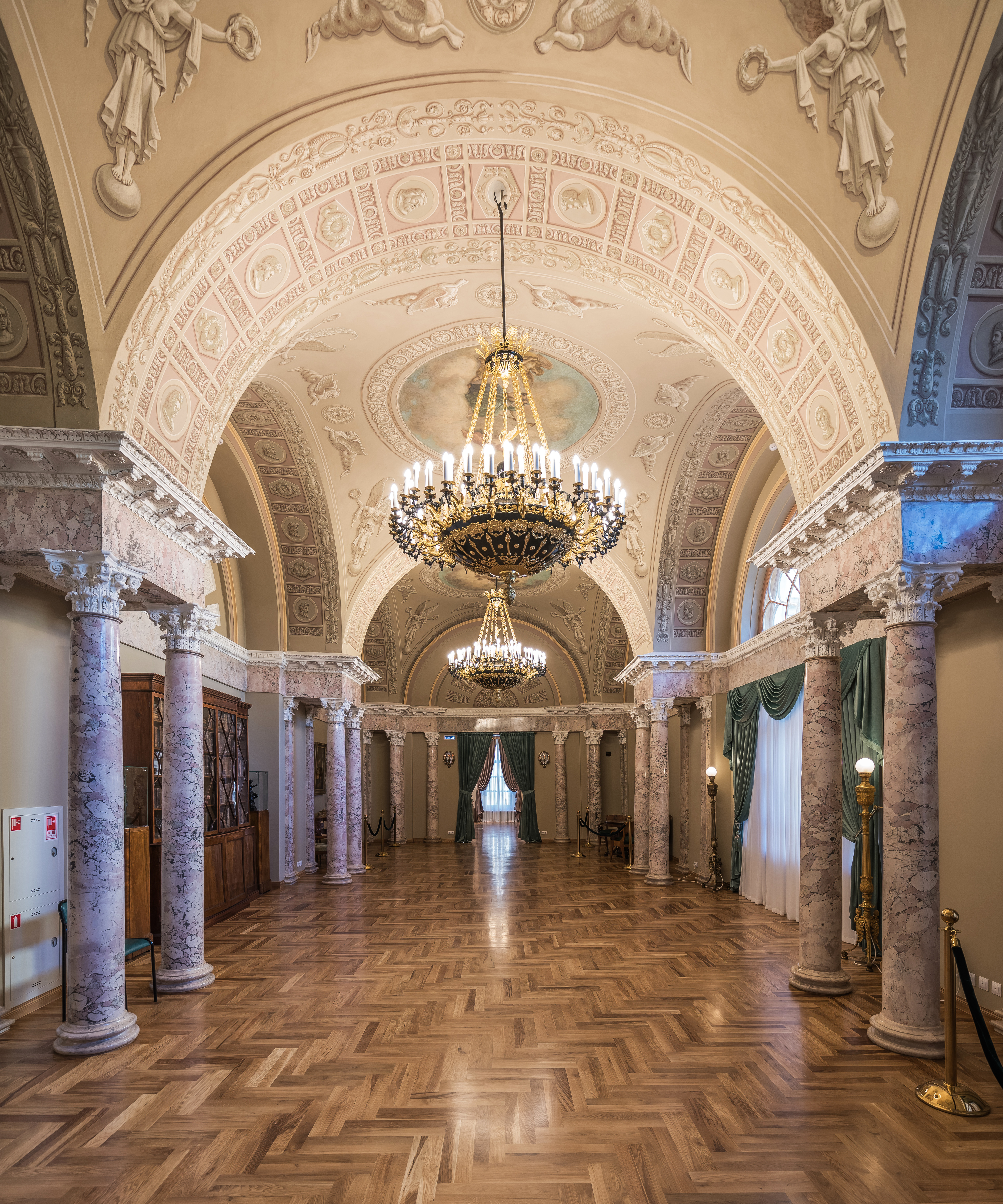
Колишній палац Розумовського в Москві, Ампірний інтер'єр. Нині Англійський клуб.

В Європі поза Францією не мав популярності як «стиль загарбників», не сприймався мешканцями захоплених державних утворень, залишився лише стилем військової еліти. Ампір практично був прийнятим лише в наполеонівській Франції та в Російській імперії, де мав, однак, дещо різне політичне навантаження — звеличення влади Наполеона та його військових прибічників у Франції (його нової військової еліти), в Росії — звеличення влади царя та уславлення перемоги над арміями загарбників-французів, тріумф переможців. Ампір, як стиль, офіційно підтриманий царатом, утримував власні позиції в Російській імперії значно довше, приблизно до кінця 1830-х років.
Російський ампір, добровільно прийнятий царатом, мав власні особливості. Він мав довший період існування і його розділяють на 1) петербурзький та 2) провінційний. Однак, російський ампір не втрачав всіх недоліків французького зразка — регламентованості, пафосу, орієнтації на звеличення військової еліти, цього разу російської, яку очолював російський імператор. Як і в Європі, жорстко зарегламентований стиль не дав в Російській імперії помітних регіональних шкіл чи напрямків. Хоча ампір в Москві та в провінціях був більш декоративний і мав поверхневий характер.
Поверхневість стилю відбилась в одноманітності декоративних елементів, пишних і важких, арсенал яких запозичений з мистецтва Стародавнього Риму та, значно менше, з мистецтва Стародавнього Єгипту (стилізовані сфінкси, стилізовані голови фараонів тощо).

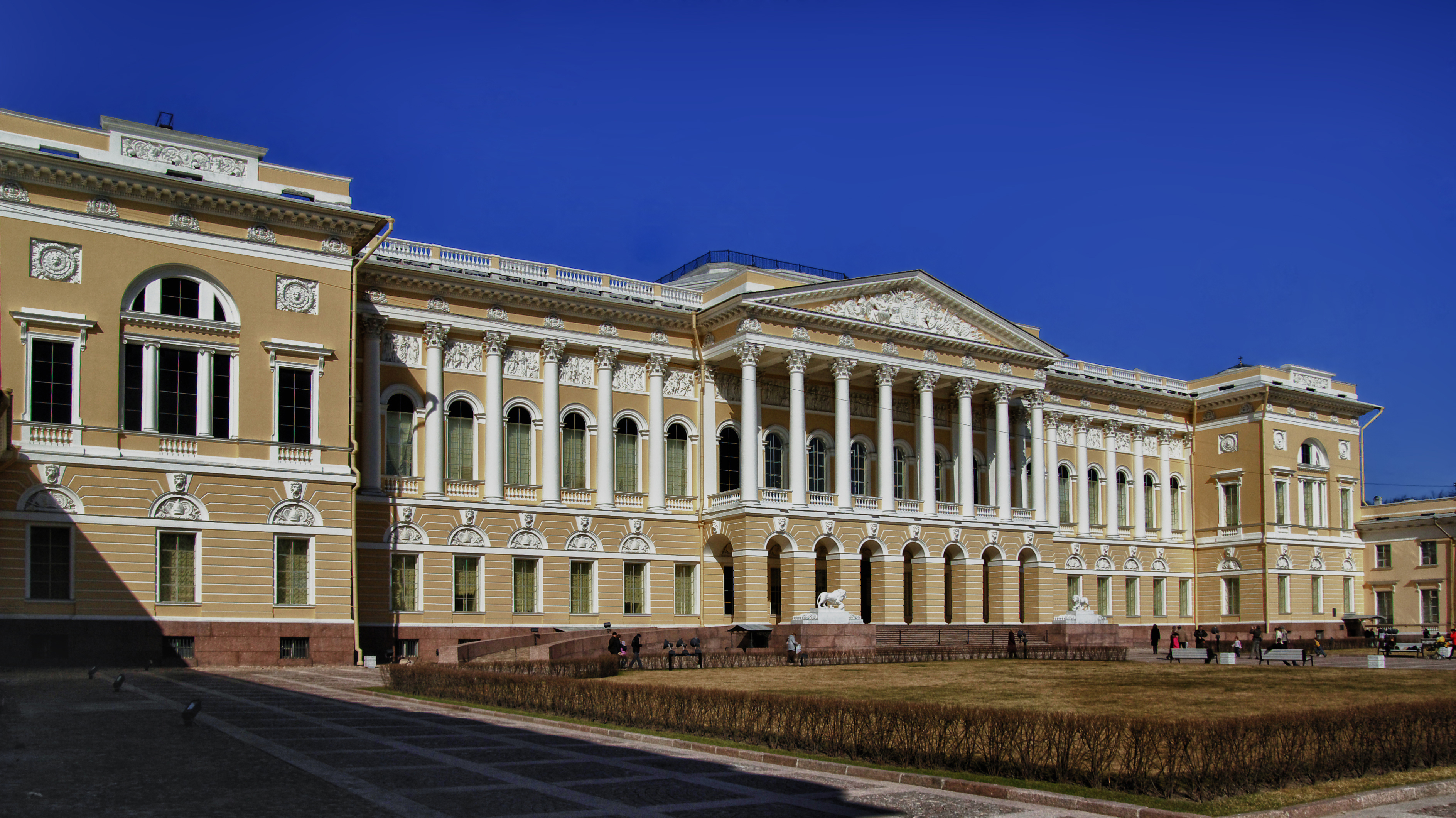
Михайлівський палац, Санкт-Петербург, нині Російський музей.
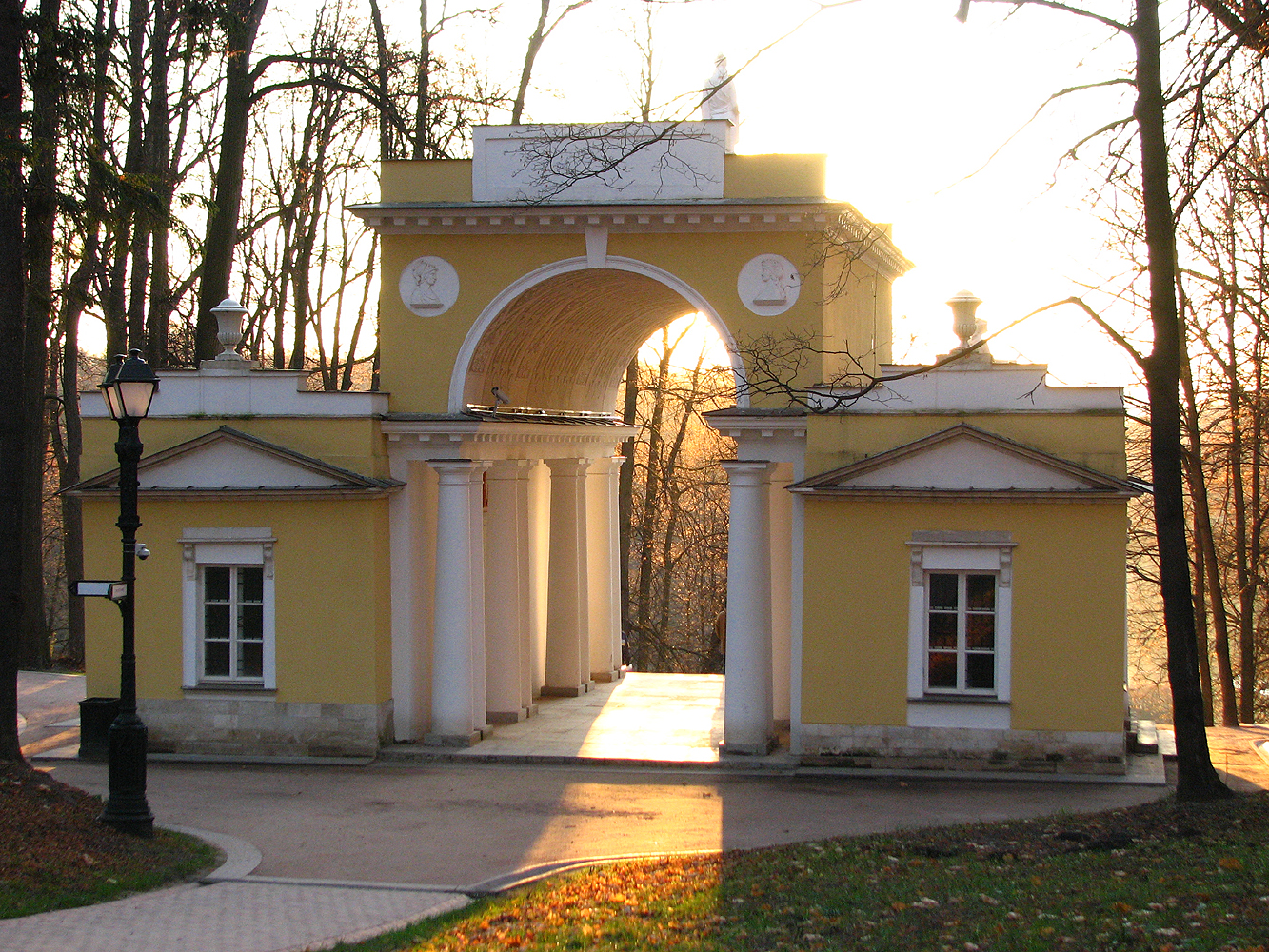
Павільйон Миловид. Царицино (палацово-парковий ансамбль)
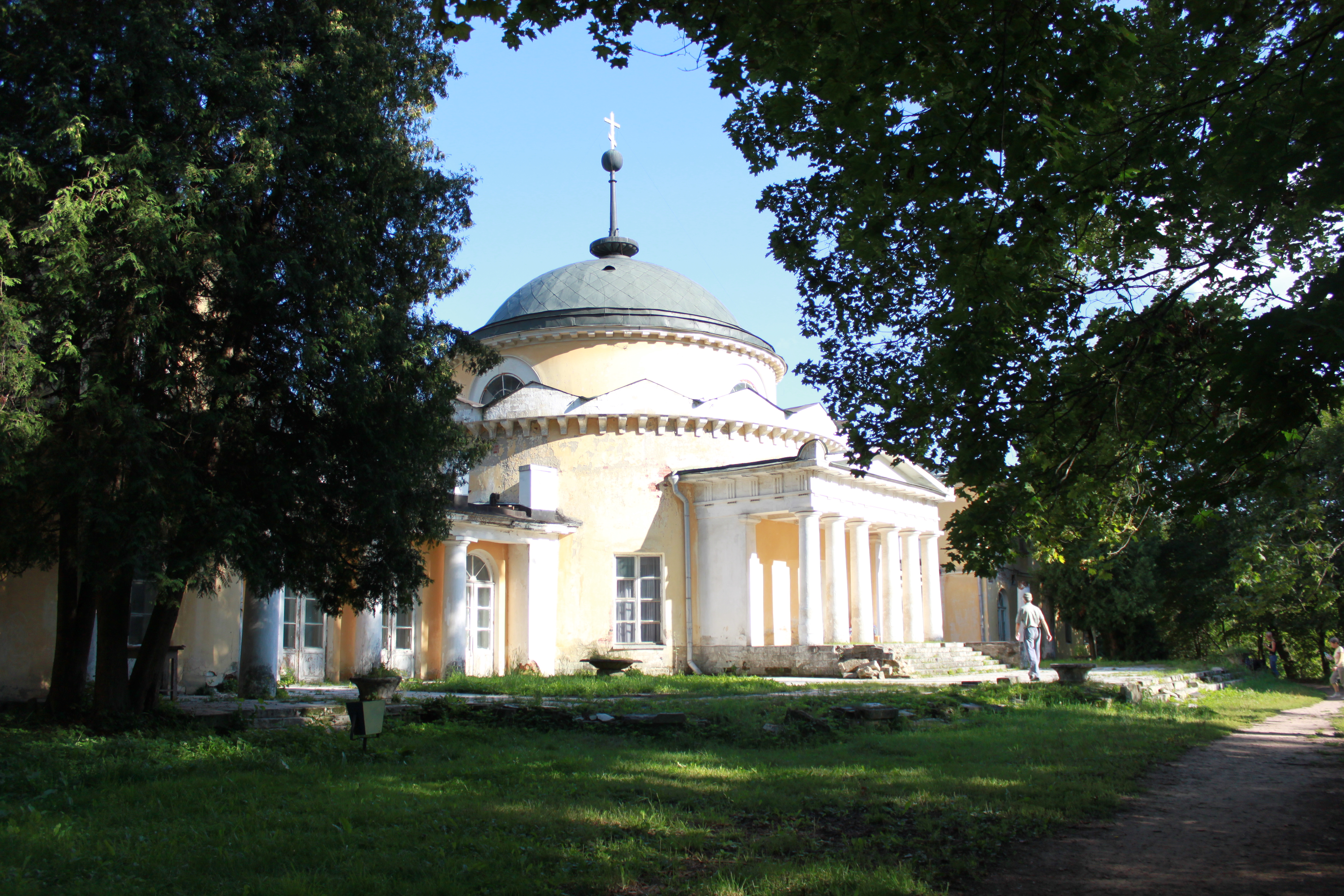
Мавзолей (садиба Суханово).
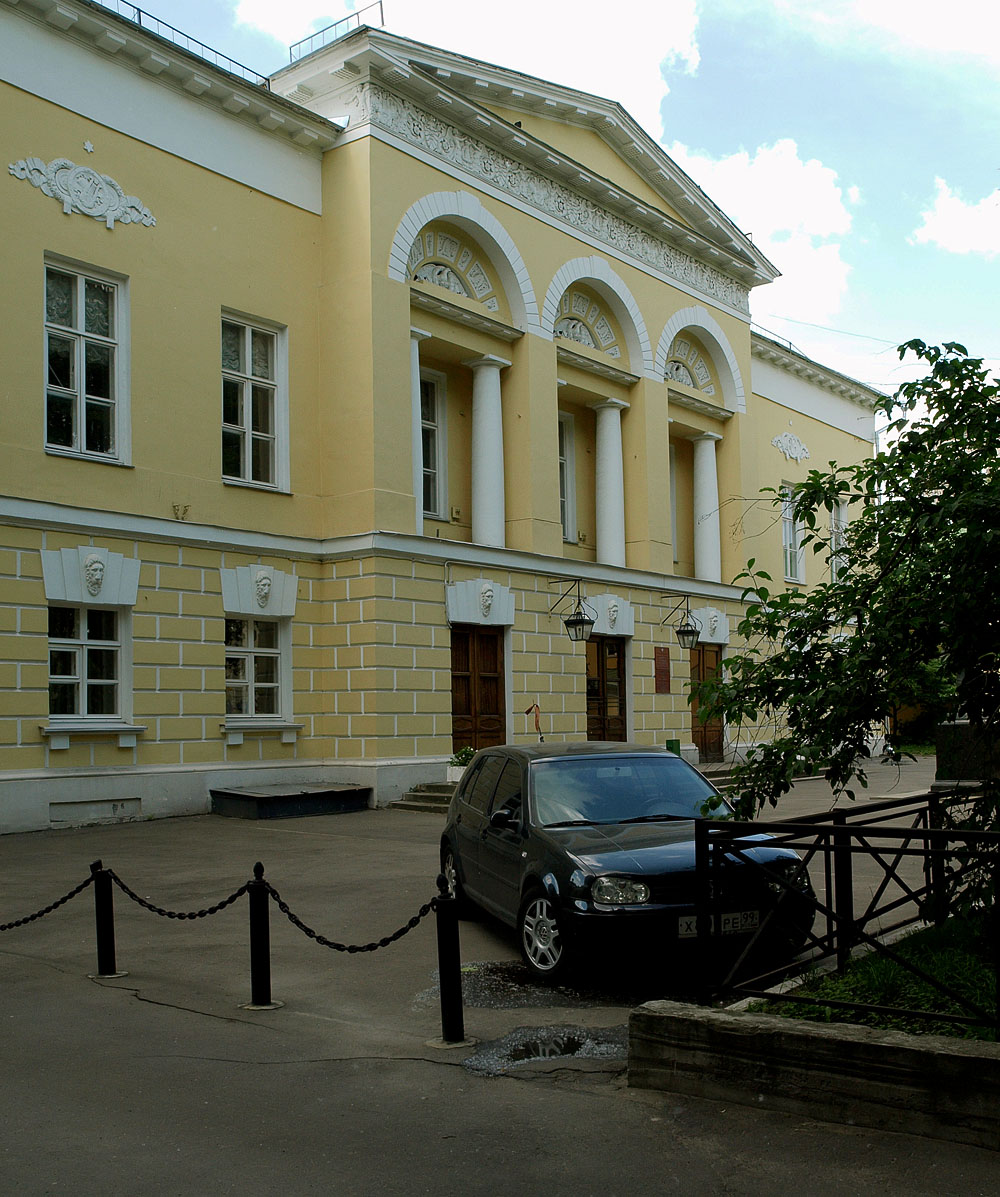
Садиба і палац кн. Гагаріних
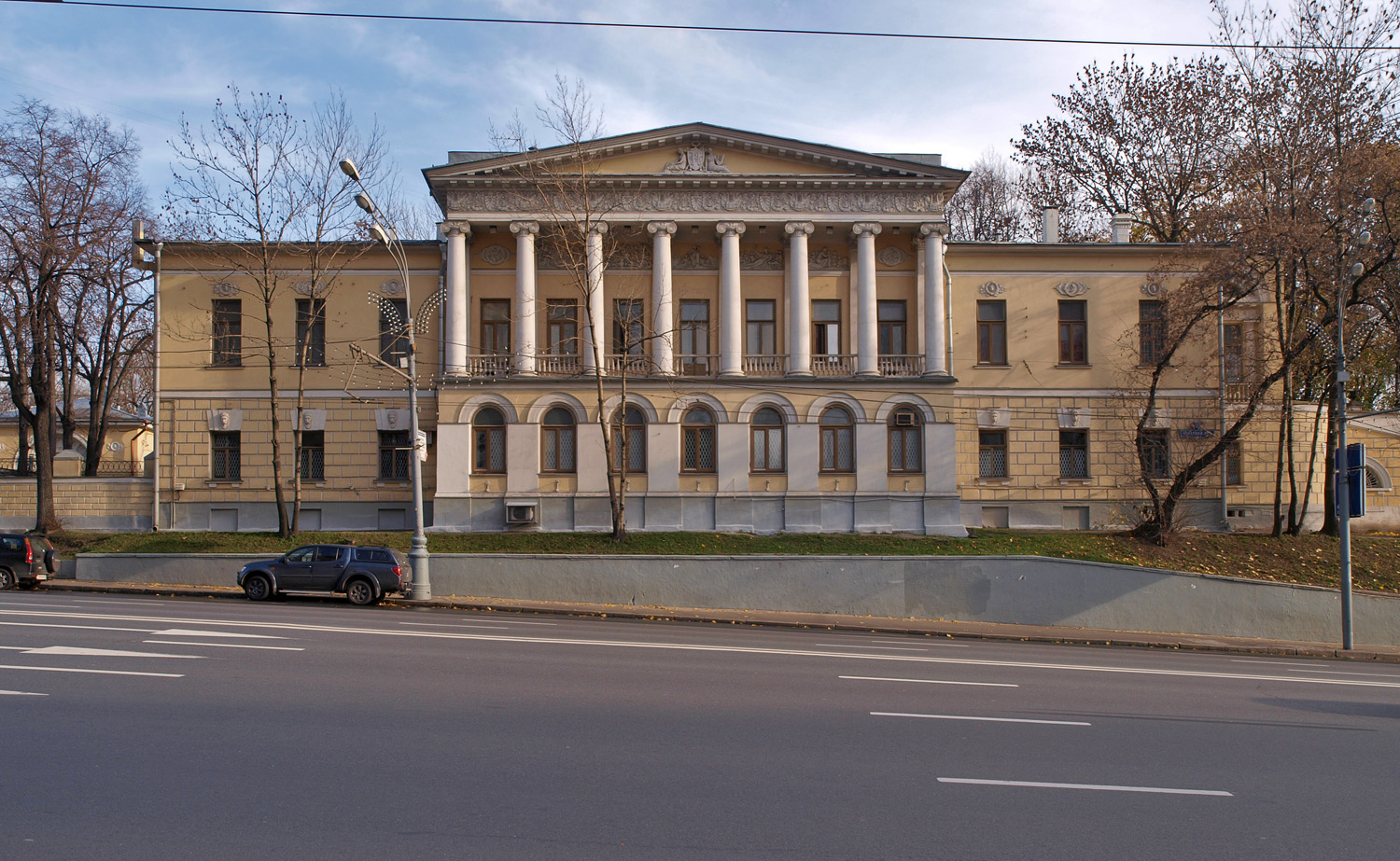
Садиба Усачових-Найдьонових, Земляний Вал.
Проєкт Доменіко Жилярді. Мавзолей (садиба Суханово), поземний фіксаційний план.
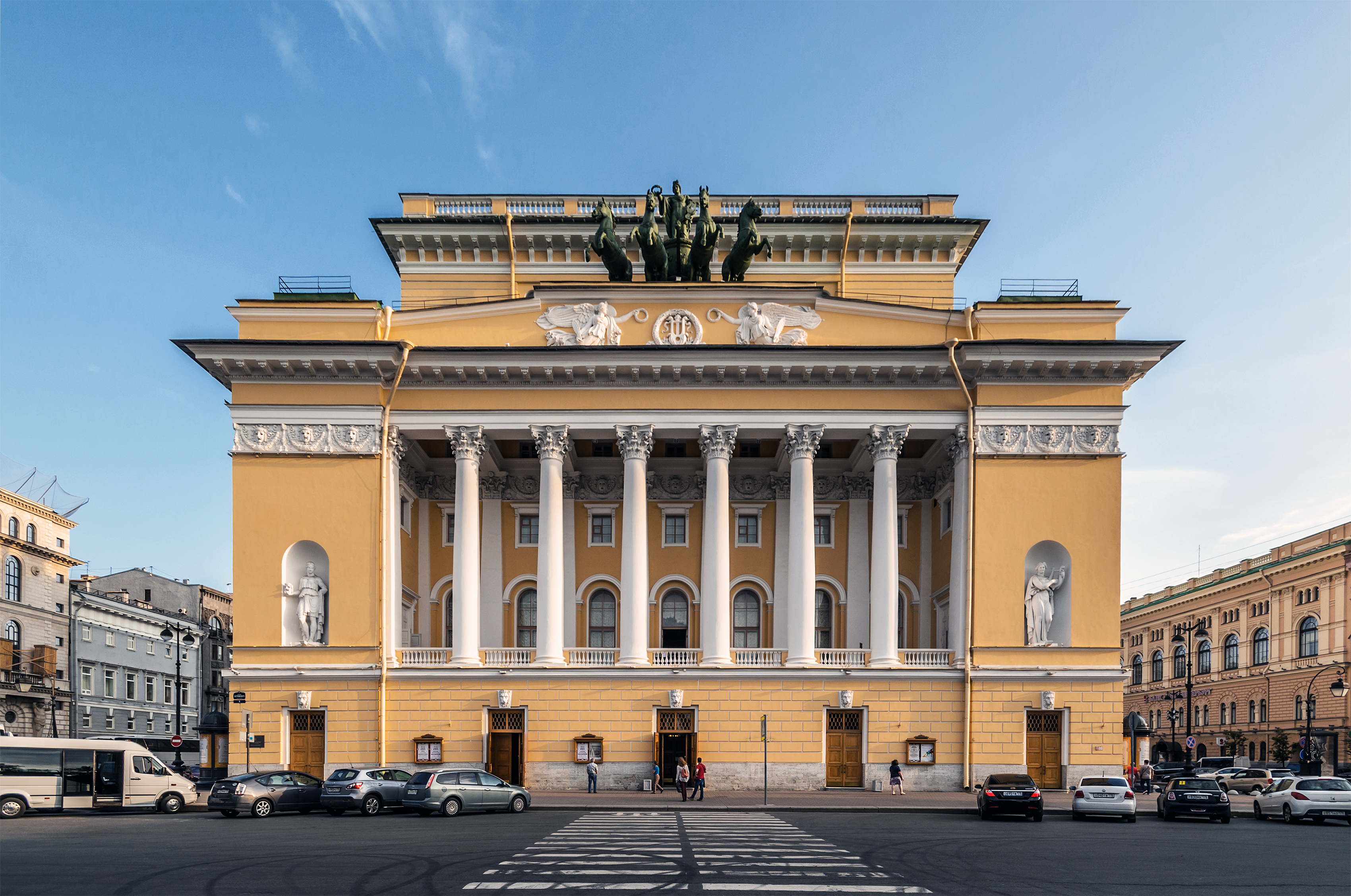
Олександрінський театр, Санкт-Петербург.
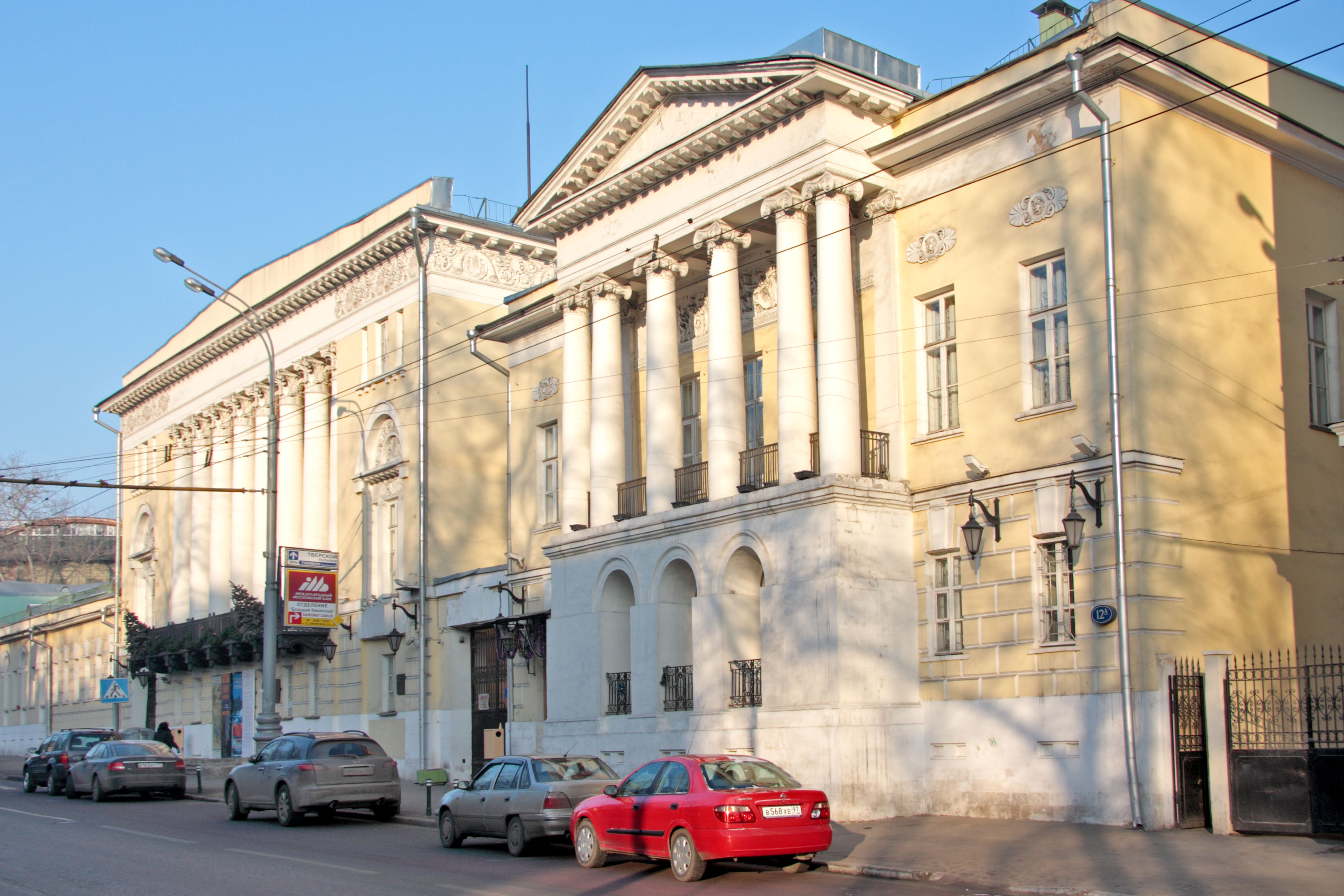
Зразки московського ампіру, садиба Луніних, Никитський бульвар.

Термін «Ампір» іноді застосовується і до мистецтва українського та російського класицизму 1-ї третини XIX ст.
Зразком ампіру в Петербурзі стала забудова Двірцевої площі (Будинок Головного штабу, арх. Карло Россі) та велична Олександрівська колона (архітектор Огюст Монферран). Усі ознаки стилю ампір притаманні й Олександрійському театру та вулиці Зодчого Россі. До пам'яток стилю ампір треба залічити й Нарвські тріумфальні ворота в Петербурзі та Тріумфальну арку в Москві (архітектор Йосип Бове, 1834 р., ворота були зруйновані у 1936 р., відновлення з 1966 року). В стилістиці пізнього класицизму та ампіру було побудовано й декілька російських садиб.
Цілком ампірними стали будівлі Провіантських складів в Москві (проєкт-архітектор Стасов В. П., 1769—1848), нещодавно віддані під Музей історії столиці Росії.

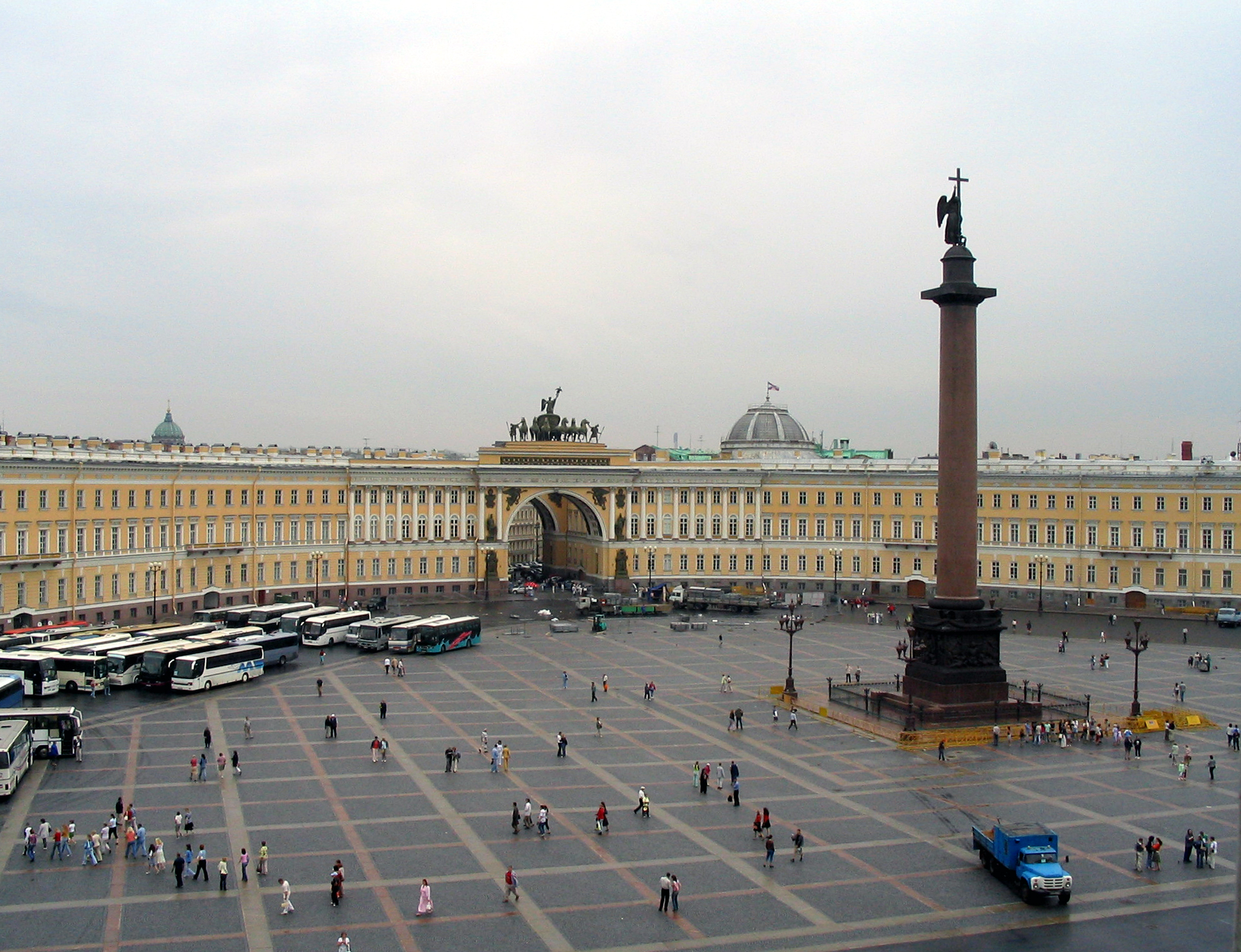
Петербург. Двірцева площа (Санкт-Петербург).
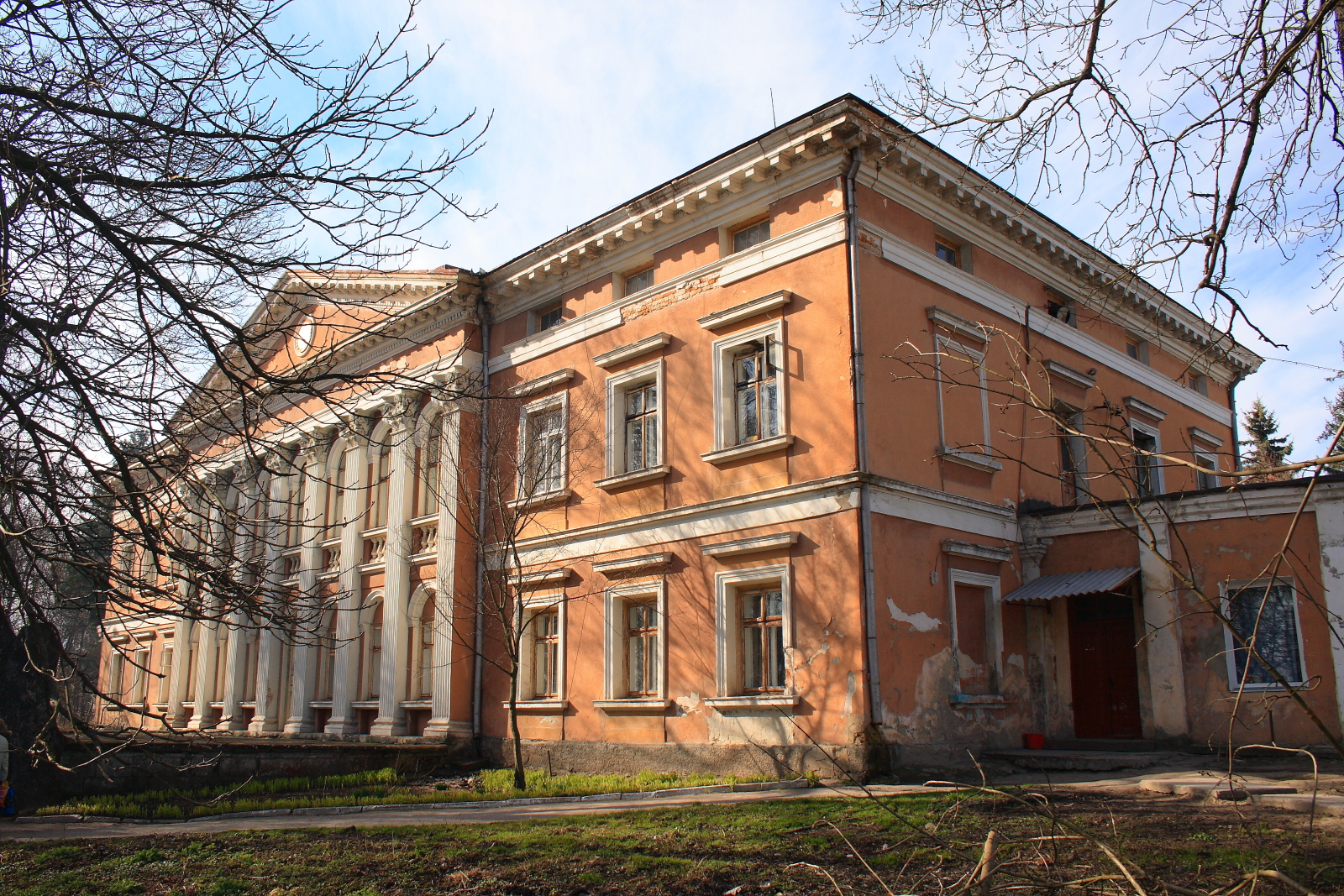
Микулинці (Україна), палац графів Реїв, бічний фасад.

## Ампір в Мілані

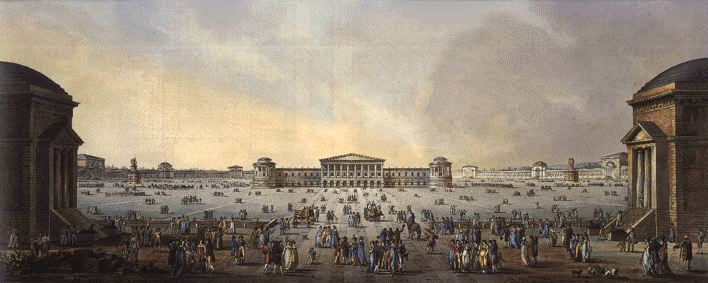
Джованні Антоніо Антоліні. Форум Наполеона, проєкт.

Міланський ампір суттєво відрізнявся від паризького ампіру, позаяк мав італійські архітектурні традиції та власний репертуар (композиційний і декоративний), попри теоретичну пов'язаність з офіційним ампіром паризького зразка. Зразків міланського ампіру небагато, але вони відрізнялись величчю і містобудівним чи ансамблевим значенням.
В Мілані в цей період архітектор Луїджі Каньола (Cagnola) вибудував монументальні Тічинські ворота (1801–1814 рр.) Школою для архітекторів були проєктні кресленики Джованні Антоніо Антоліні (Antolini), котрий запроєктував великий Форум Бонапарта (1800 р.) в монументальних і холодних формах. Форми та вишуканий декор міланського Форуму Бонапарта перейшли в архітектурний арсенал Доменіко Жилярді, що працюватиме в Москві.

## Зразки ампіру на теренах України
До зразків архітектури ампіру в Києві слід додати будівлю Старого Арсеналу (архітектор Йоган Міллер, початок XIX століття), де практичність переважає над мистецькими якостями, бо це склад для зброї.
Як стиль — ампір не мав підстав для виникнення та сталого розвитку в Україні, котра тоді була однією з провінцій класичної військової імперії. Ампір був і залишився модою військової еліти Російської імперії, привнесеної штучно з метрополії в колоніальну провінцію, і зник, як мода.
- Монумент на честь перемоги Царя Петра I над шведами, Полтава (архітектор Тома де Томон).
- Ансамбль Круглої площі в Полтаві.
- Колишній Ніжинський ліцей в місті Ніжин (архітектор Луїджі Руска)
- Палац графів Реїв, Микулинці.
- Монумент дюку Рішельє, Одеса
- Монумент Незалежності на Майдані Незалежності у Києві.
- Червоний корпус Київського Національного Університету імені Тараса Шевченка у Києві.

## Від монументів до порцеляни

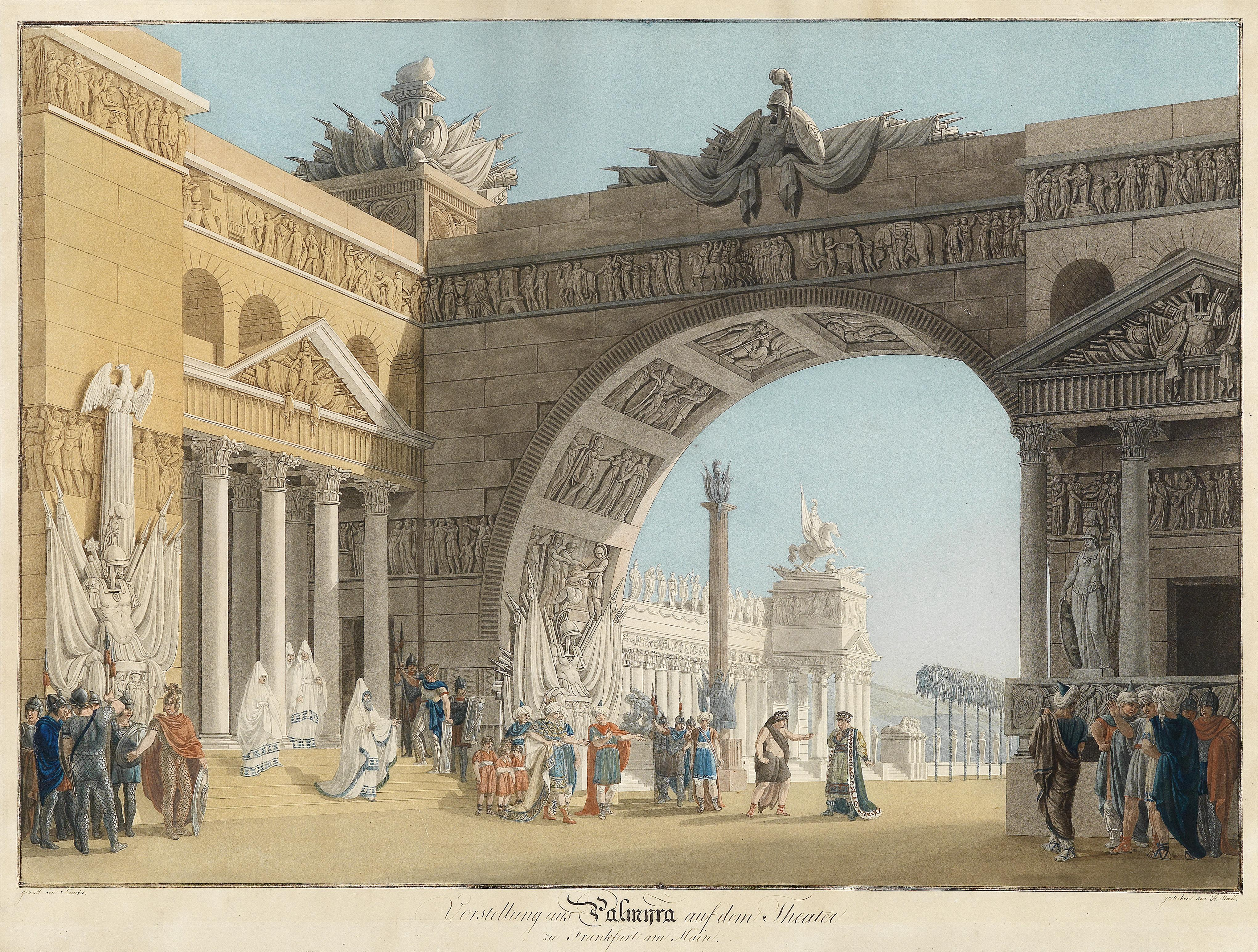
Худ. Антон Радл, театральна декорація в стилі ампір, опера Антоніо Сальєрі «Пальміра», до 1852 р.

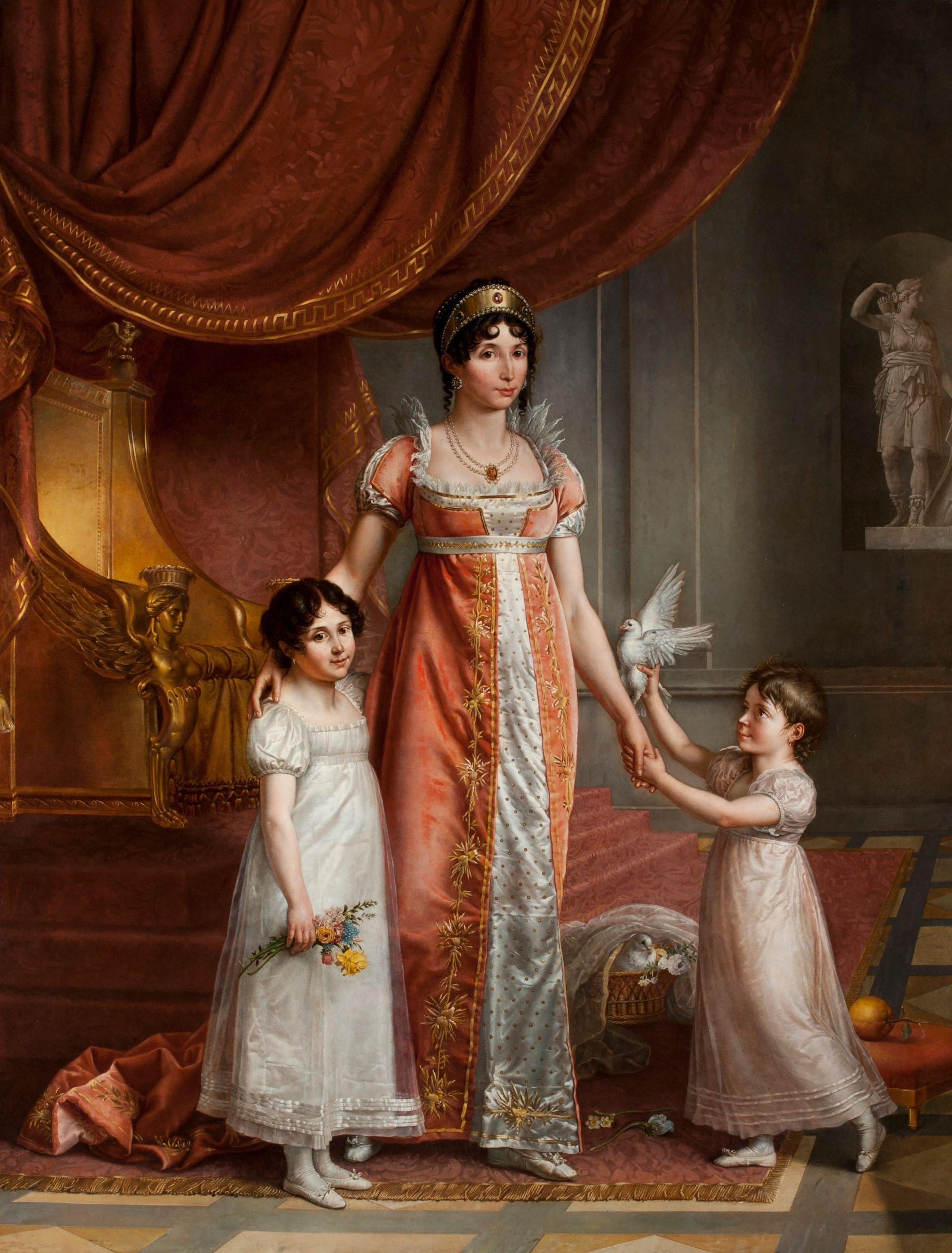
Худ. Жан-Баттіст Віка. Королева Джулія Бонапарт з дітьми.Музей Каподімонте, Неаполь. Ампір.

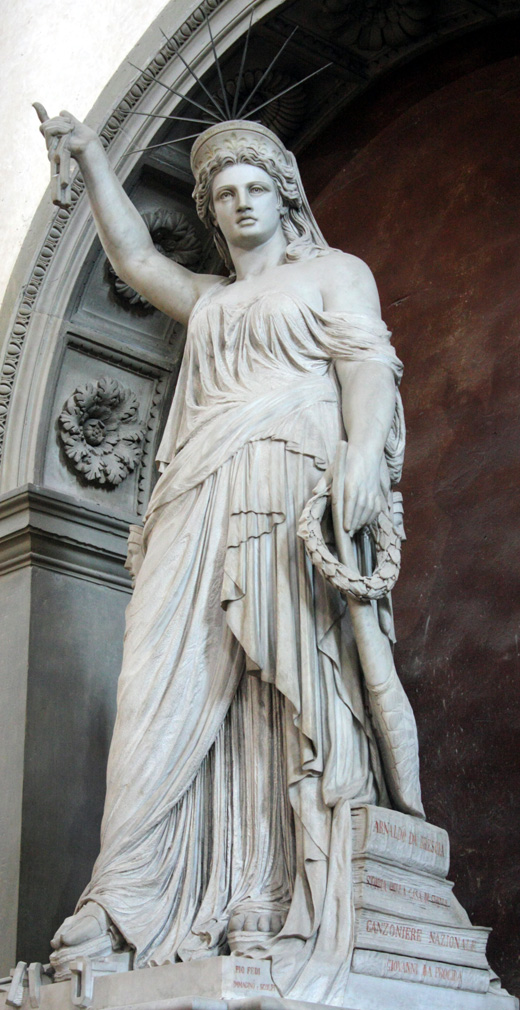
ск. Піо Феді, алегорична скульптура «Вільна Поезія», надгробок поета Джованні Баттіста Нікколіні, 1877 р. Санта Кроче, Флоренція.

Зразком ампіру став монумент полководцю О. В. Суворову роботи скульптора Михайла Козловського в образі давньоримського бога війни Марса (Марсове поле, Петербург, 1801 р.)
Взірцями ампіру в Російській імперії стали пізні твори художника В. Л. Боровиковського, українця за походженням (портрет М. І. Довгорукової,1801 р., Держ. Третьяковська галерея), у Франції — портрети Антуана Гро — «Наполеон на Аркольському мості» (Ермітаж, Петербург), Жана Огюста Домініка Енгра — портрет Жозефа Мольтедо (Метрополітен-музей, Нью-Йорк), мадам де Сенонн (Нант, музей мистецтв) та його вчителя Ж. Л. Давіда — портрет мадам Рекам'є (Лувр, Париж), всі пізні твори Жака-Луї Давіда.
Поодинокі зразки стилю ампір прийшли й в сценографію, тобто оздоблення театральних вистав. Зразками ампіру в сценографії стали декорація геніального П'єтро Гонзага для вистави «Сандрільона» та проєкт театральної завіси для театру в Петербурзі художника А. Роллера 1840-х рр.
Ампір залишив багато зразків в порцеляні Франції та Росії. Найкращий приклад — так званий Єгипетський сервіз Наполеона Бонапарта (мануфактура Севра 1807 року).
Ампір виявився затребуваним і в створенні театральних декорацій в часи, коли стиль поступився своїм місцем іншим стильовим напрямкам — романтизму, реалізму, імпресіонізму, сецесії. Свідоцтвом цьому стали театральні декорації до опери Дж. Паізієлло «Дідона» (1830 р.), сценографа Антона Радла до опери Антоніо Сальєрі «Пальміра», (до 1852 р.). Ампірні форми, холодно величні, лапідарні у своїй завершеності, використовували прихильники академізму навіть наприкінці 19 століття (алегорична скульптура «Вільна Поезія», 1877 р., скульптор Піо Феді, Італія, базиліка Санта Кроче, Флоренція).

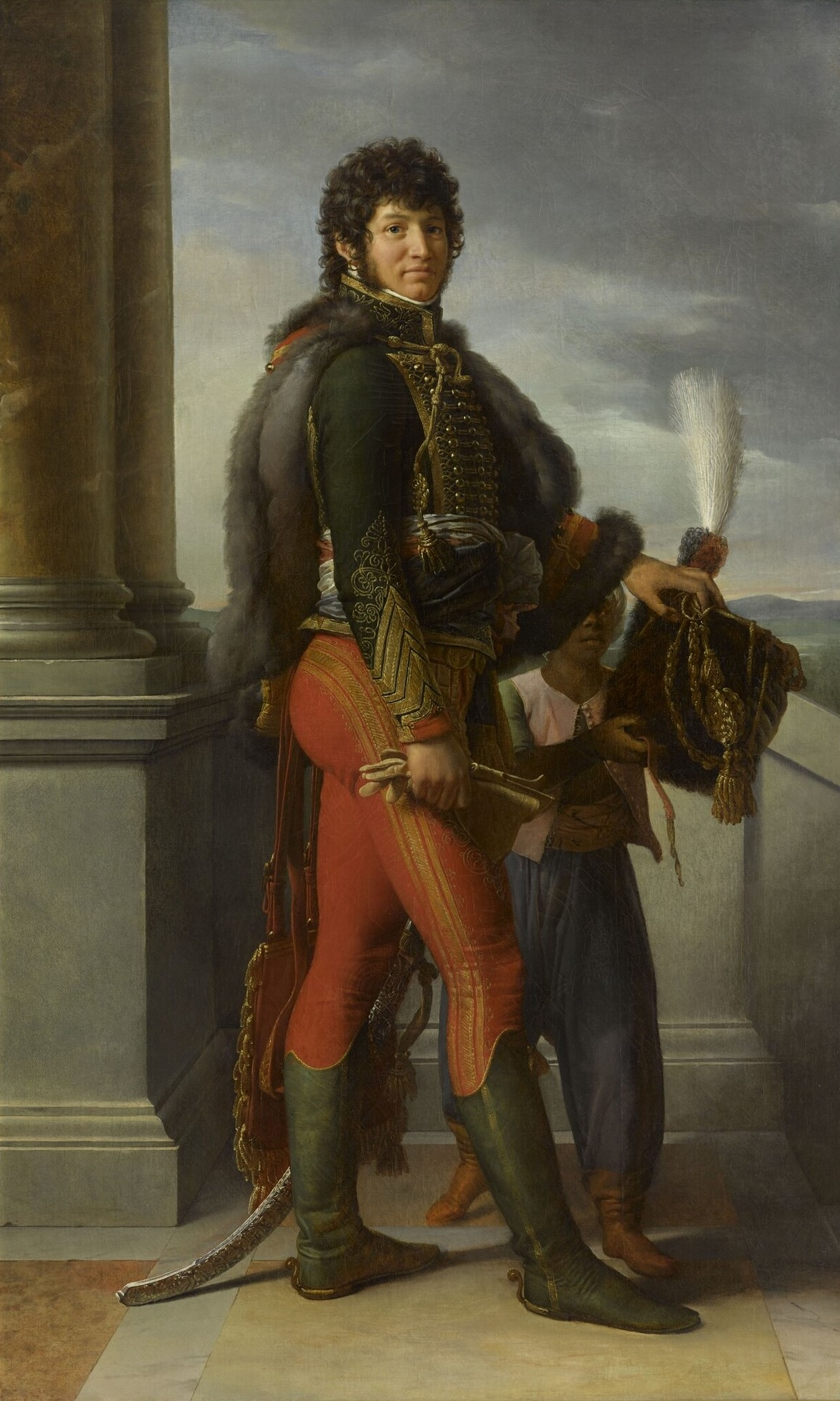
Худ. Франсуа Жерар, портрет Мюрата, Версаль.
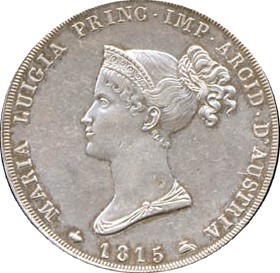
Дукат міста Парма, 1815 р. ампір
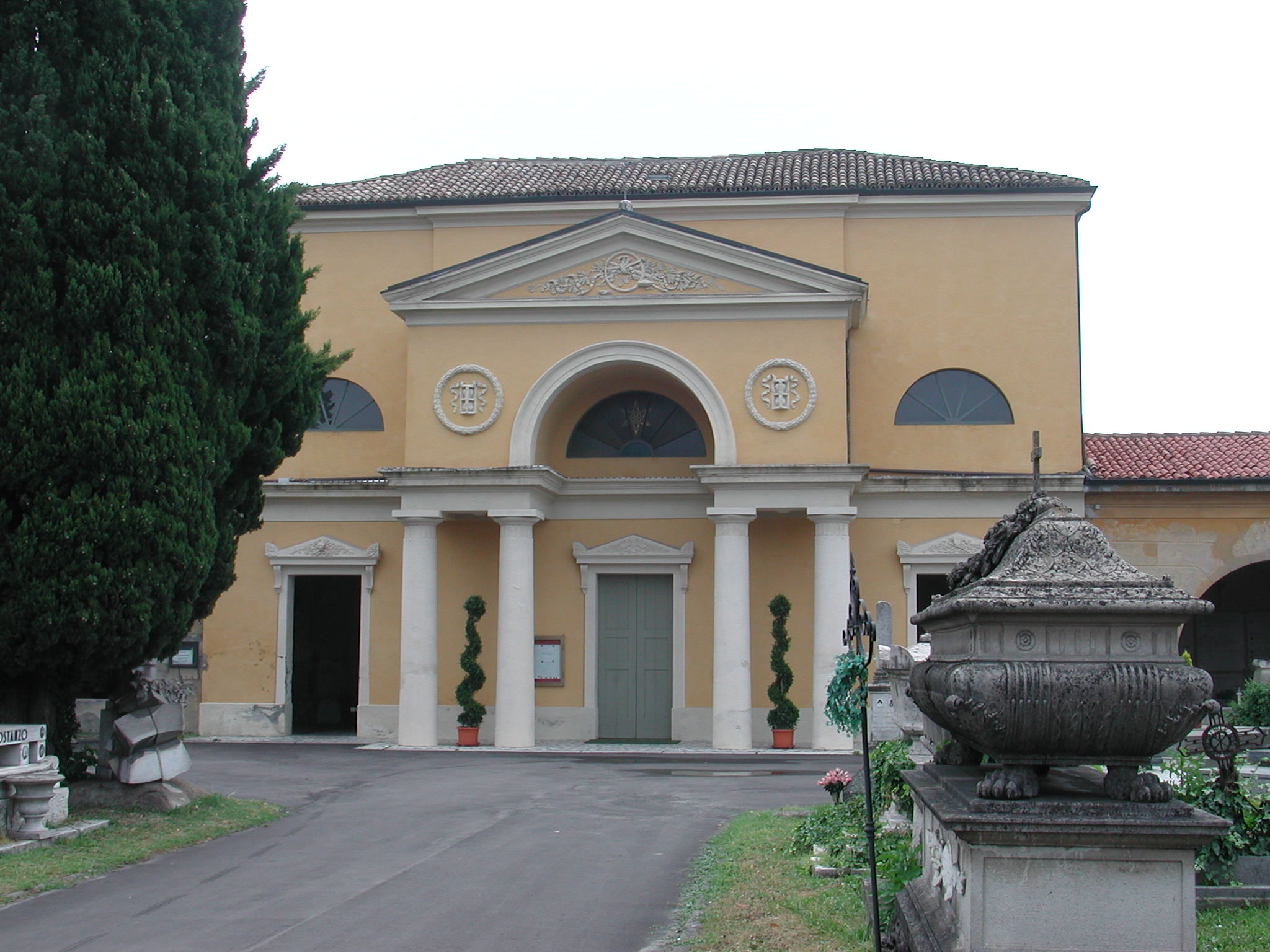
Заміська каплиця в стилі ампір, Реджо Емілья, Італія
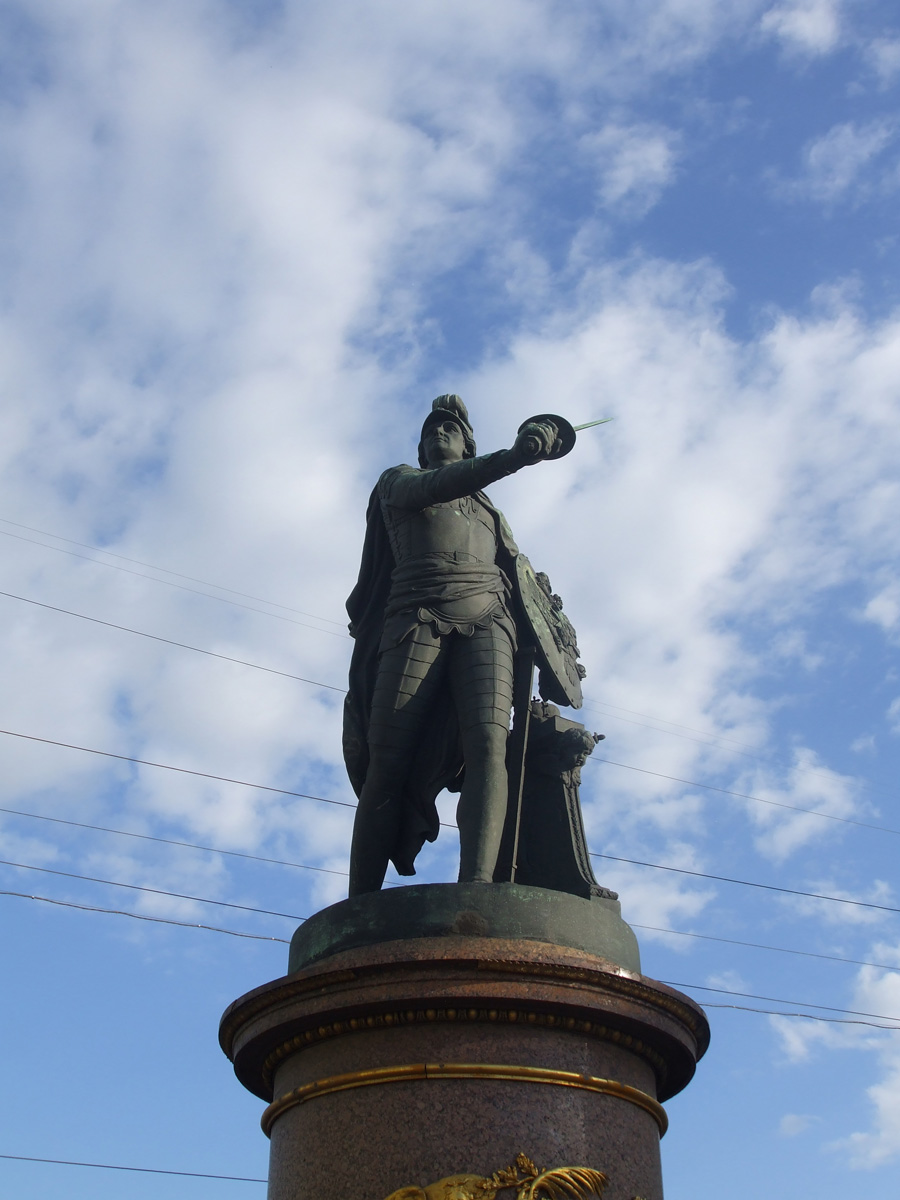
Михайло Козловський. Монумент Олександру Суворову. Петербург, ампір
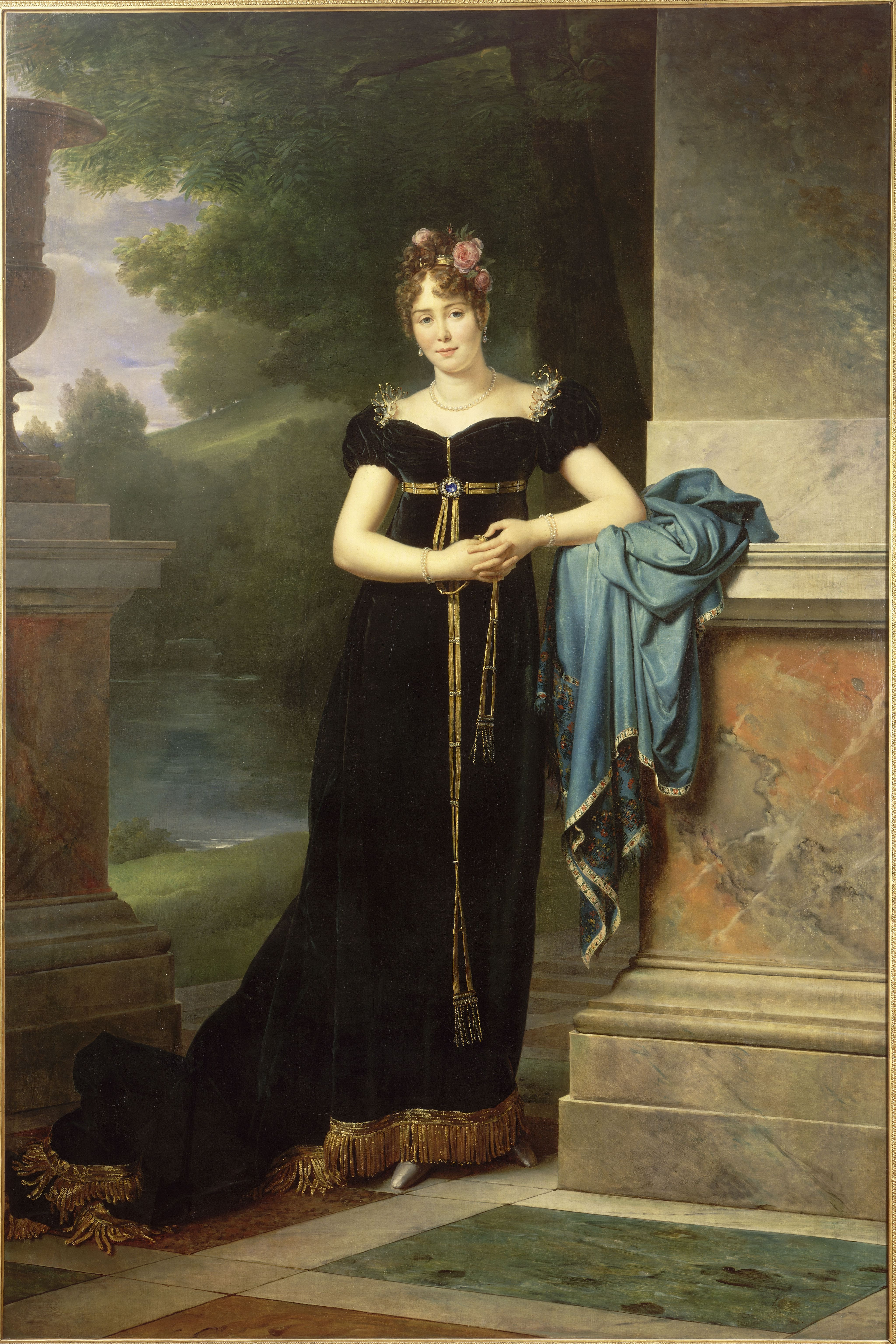
Худ. Ф. Жерар, Марія Валевська, 1812 р. Версаль. Сукня в стилі ампір

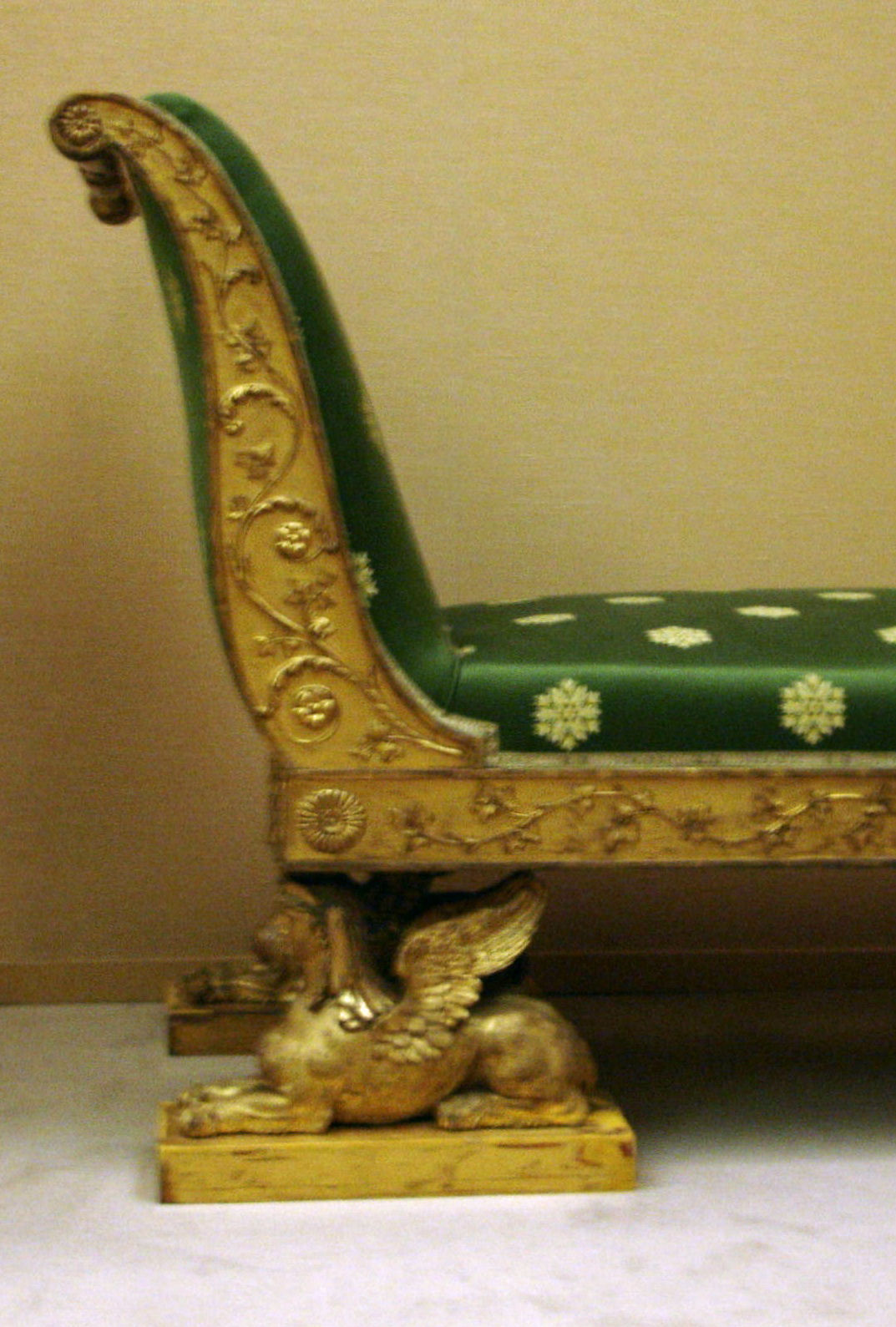
Канапа доби ампір
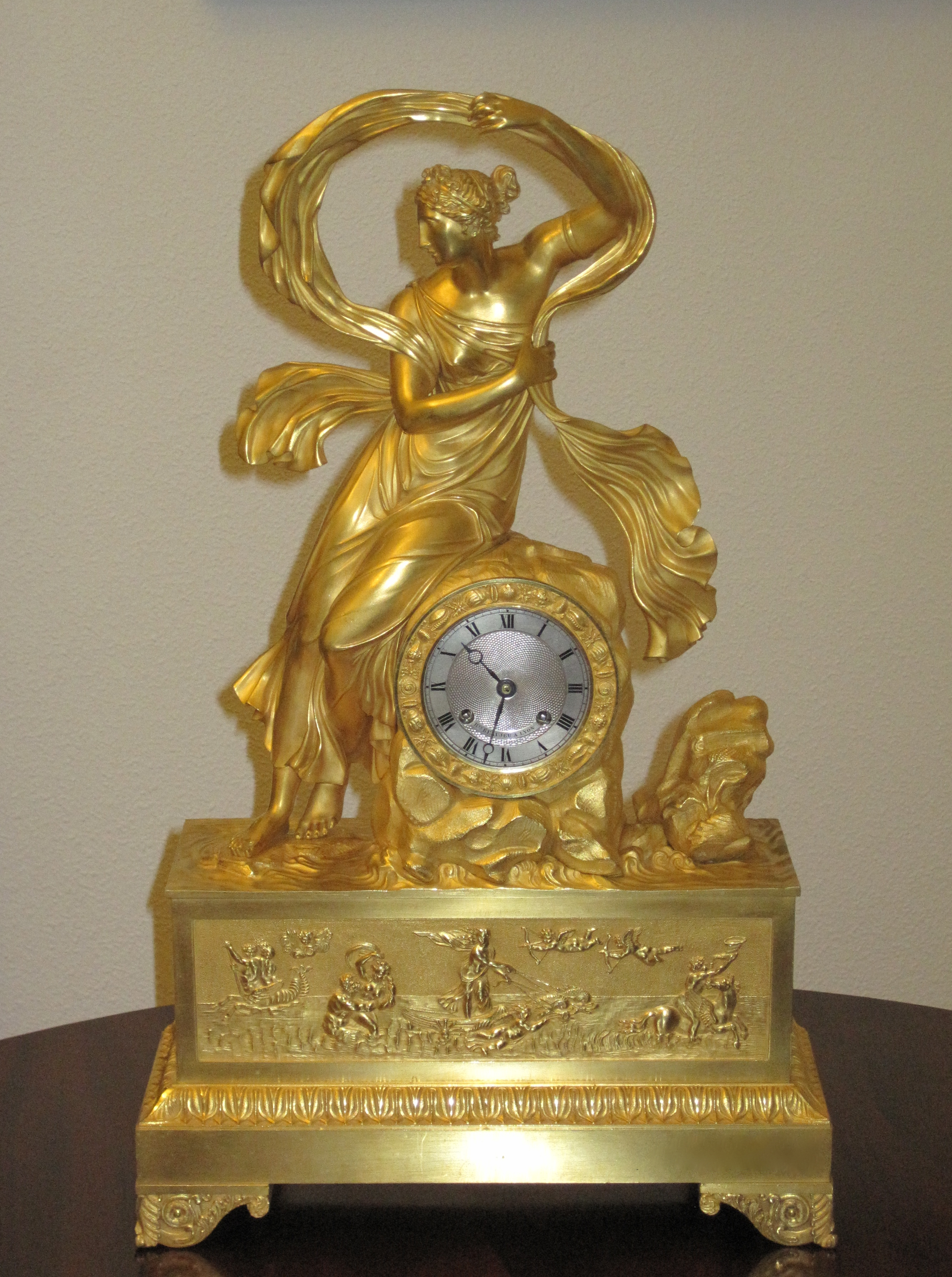
Накамінний годинник з Галатеєю, золочена бронза, Франція, (1822 р., Мадрид).
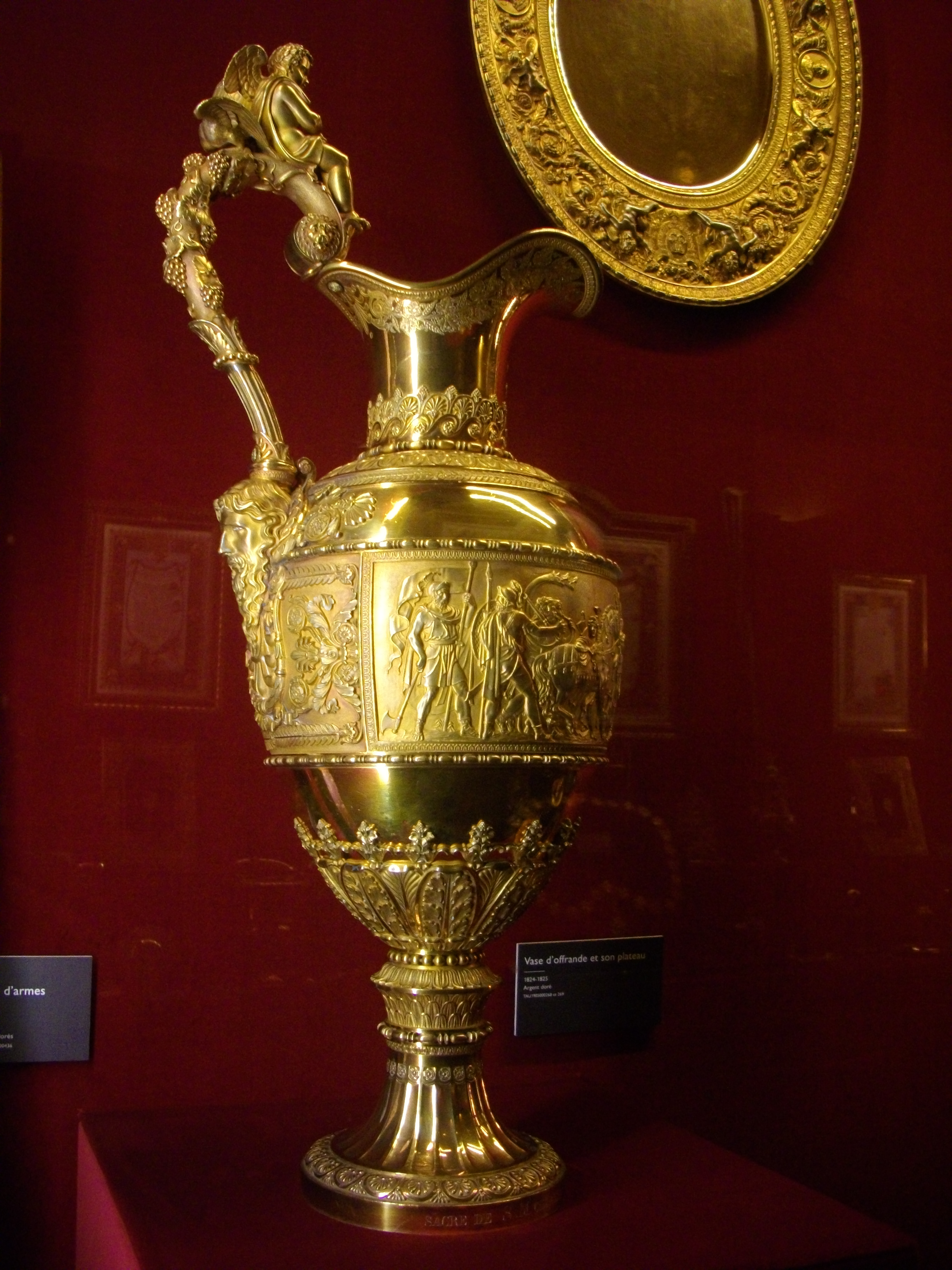
Золочений глек для вина в стилі ампір, палац То, Реймс.
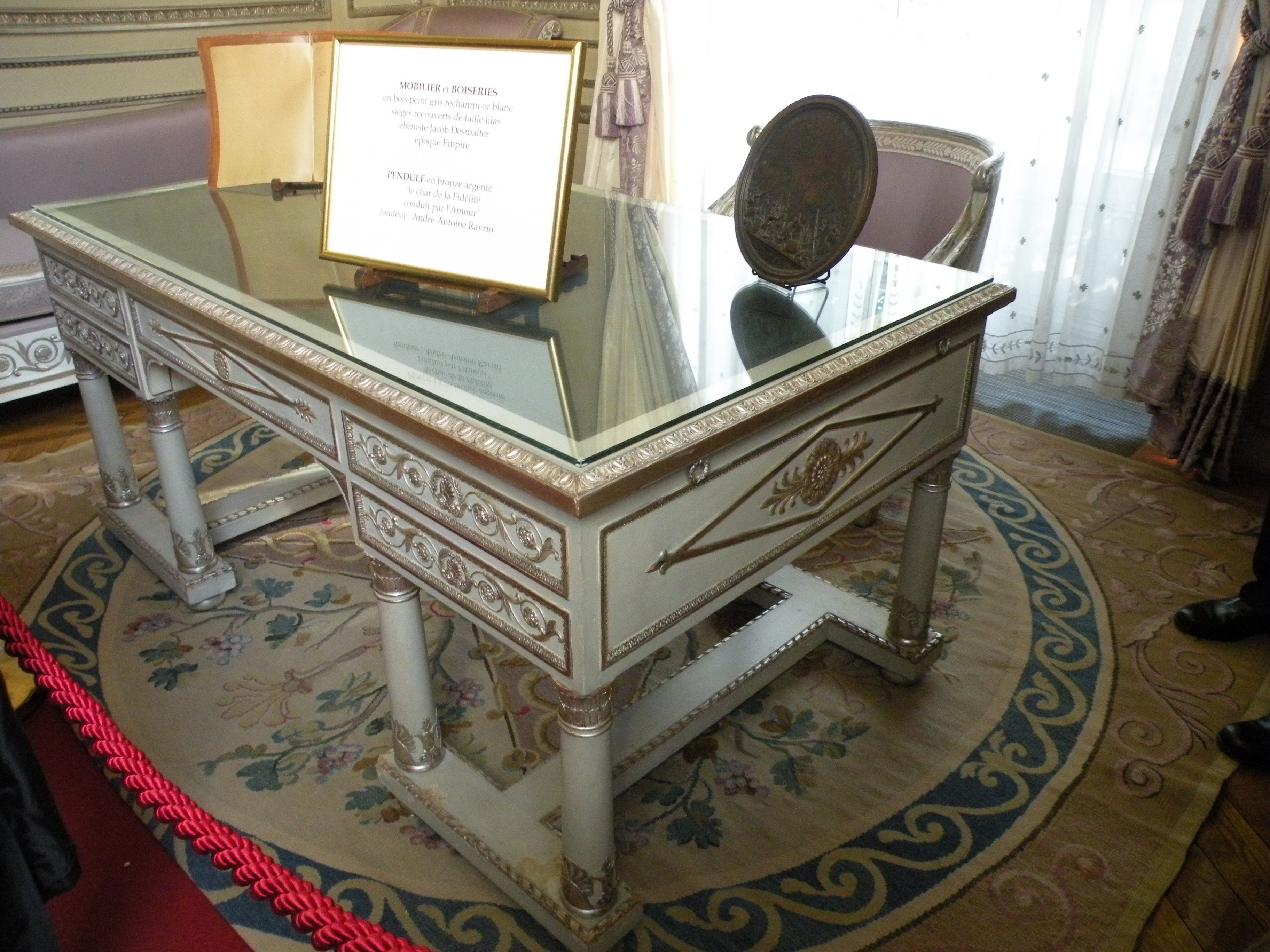
Стіл, ампір, Єлисейський палац, Париж
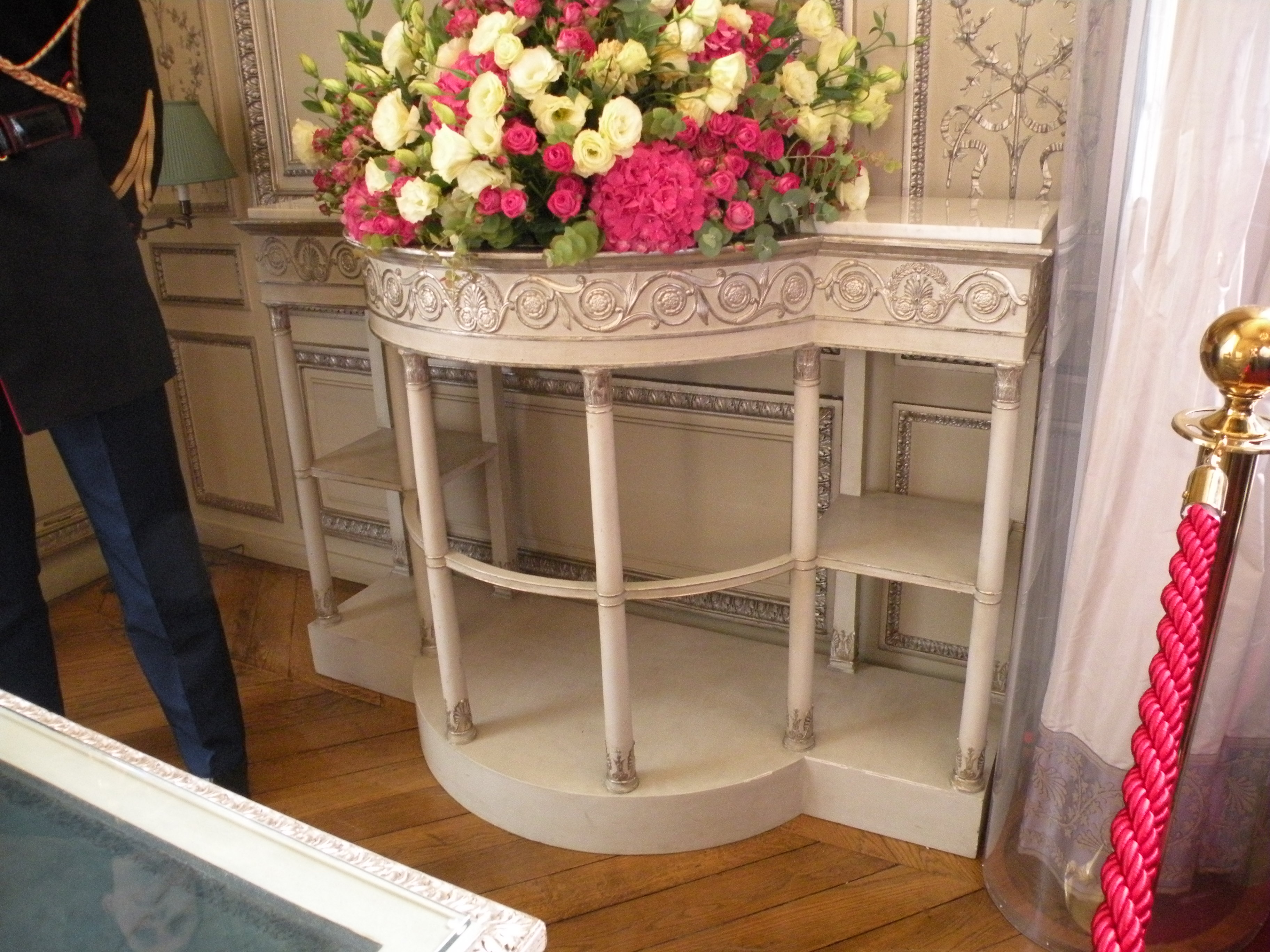
Консоль, ампір, Єлисейський палац, Париж
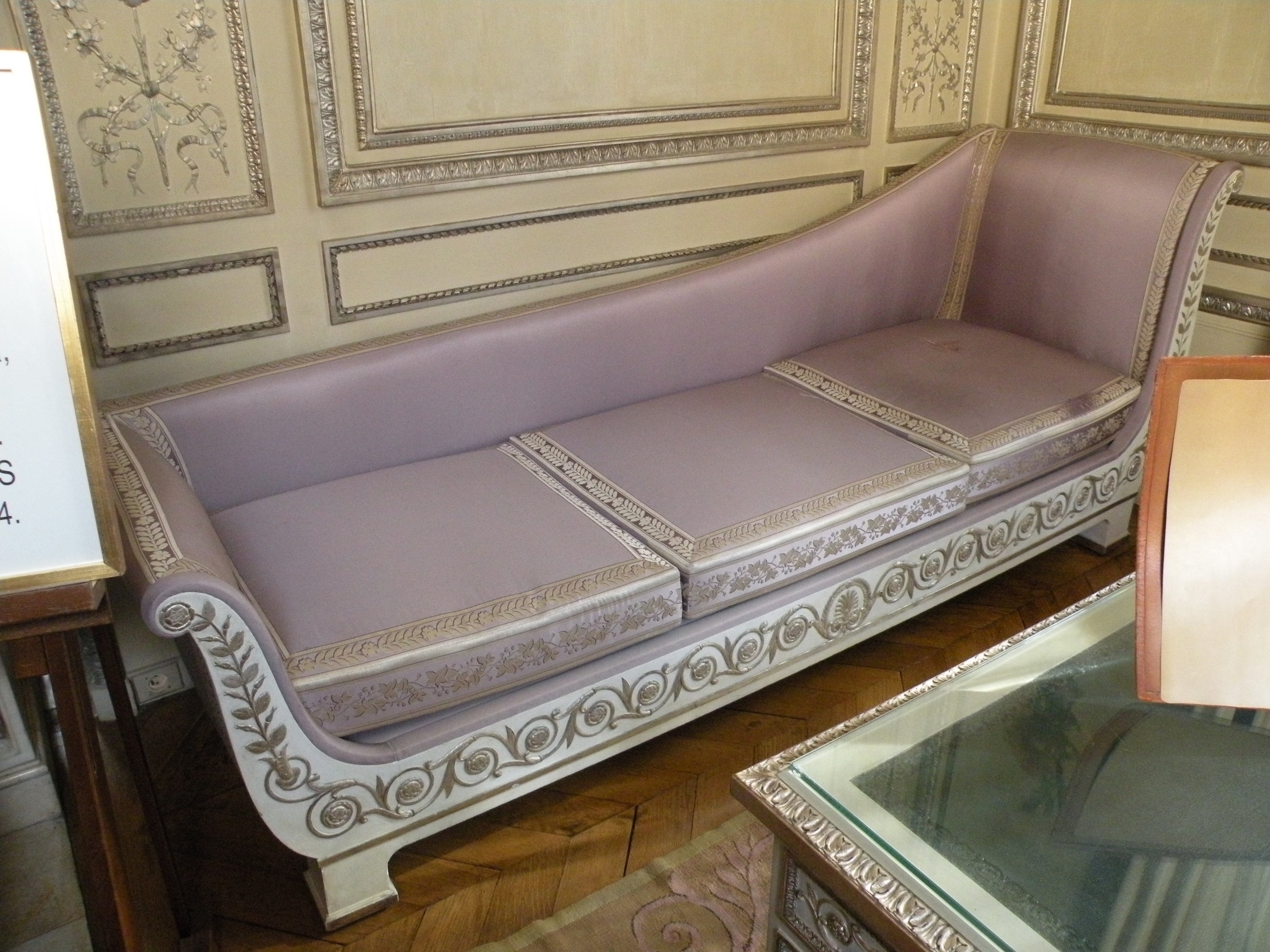
Софа, ампір, Єлисейський палац, Париж
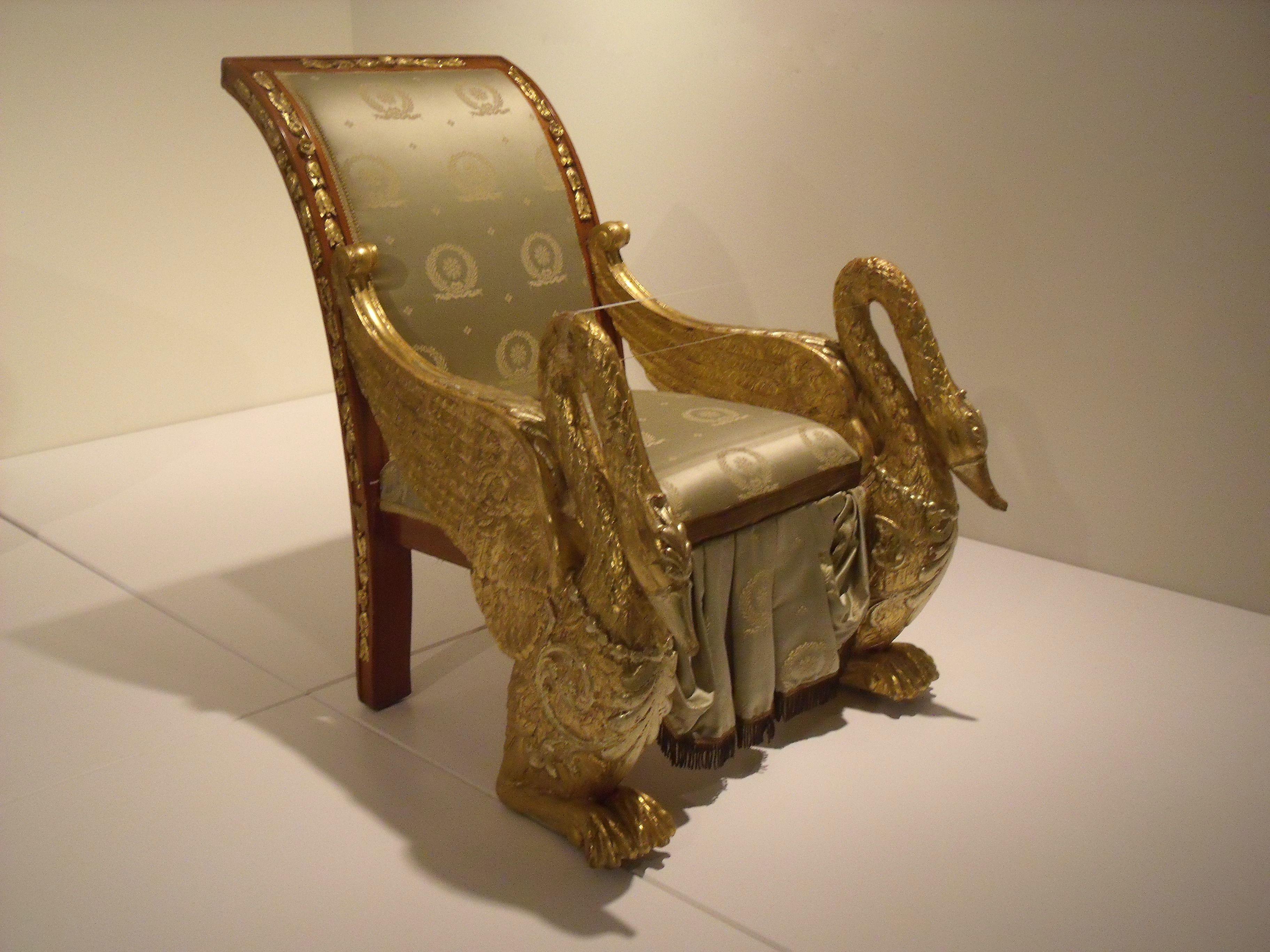
Карл Шрейбе. Крісло в стилі ампір, 1815 р., Монреальський музей красних мистецтв, Канада

## Гризайль доби ампір

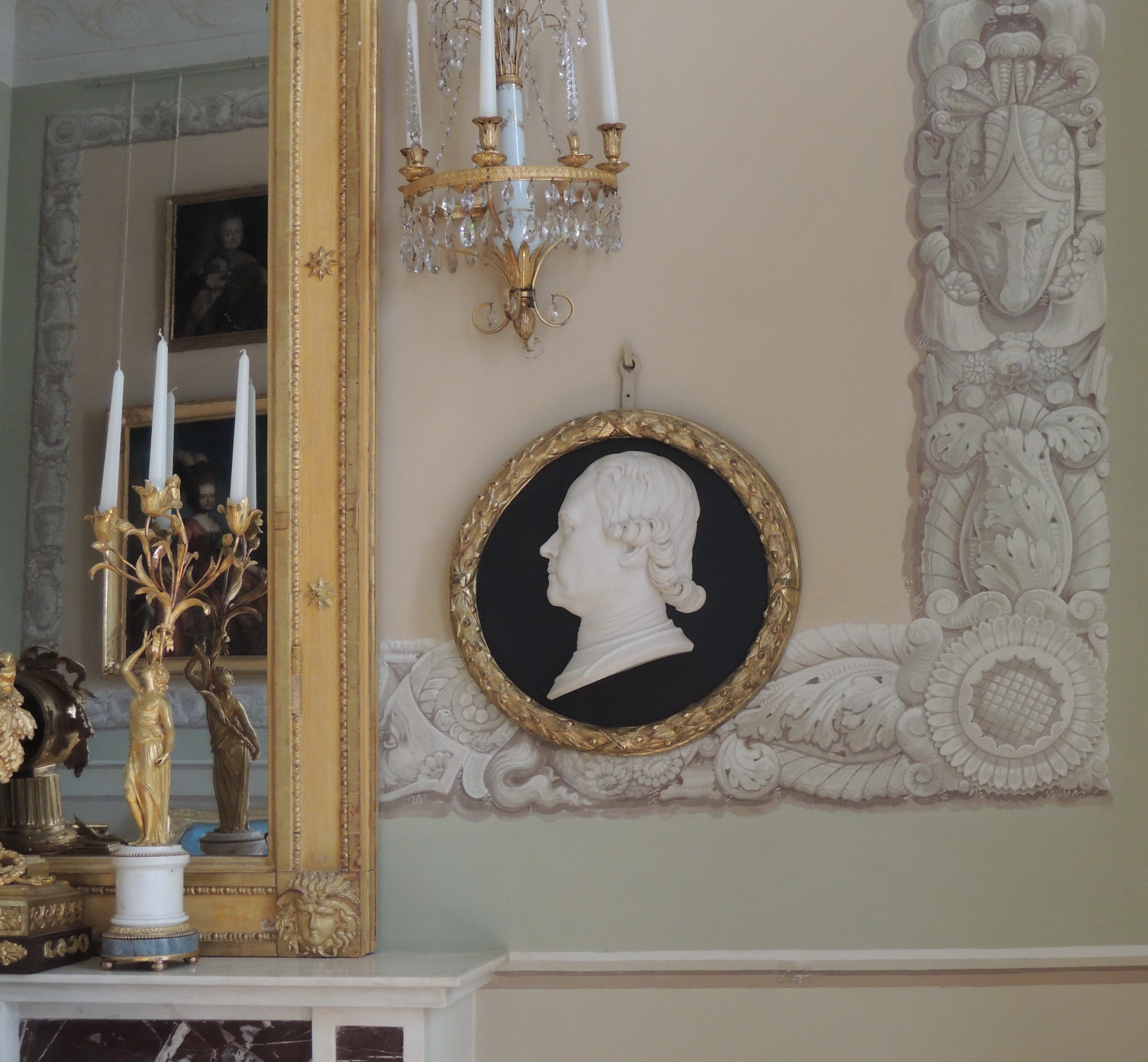
Гризайль доби ампір. Садиба Архангельське

Скорбященська церква с. Залазіно Тверська обл., гризайль бл.1828 р.
Доменіко Жилярді. Московський університет, актова зала старого корпусу.
Зразок гризайлі. Скорбященська церква с. Залазіно Тверська обл.